# 23. Juli
Der 23. Juli ist der 204. Tag des gregorianischen Kalenders (der 205. in Schaltjahren), somit bleiben 161 Tage bis zum Jahresende.
Am 23. Juli beginnen die Hundstage.

## Ereignisse

### Politik und Weltgeschehen

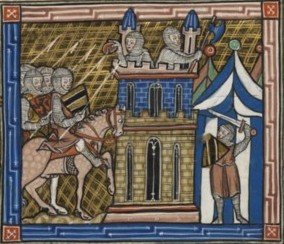
1148: Belagerung von Damaskus

- 1148: Im Zweiten Kreuzzug beginnt die Belagerung von Damaskus durch die vereinigten Heere der Könige Balduin III., Konrad III. und Ludwig VII.
- 1215: Friedrich II. wird in Aachen zum zweiten Mal zum römisch-deutschen König gekrönt.
- 1508: Spanier unter dem Befehl von Pedro Navarro erobern die Insel Peñón de Vélez de la Gomera, die von Mittelmeer-Piraten verteidigt wird. Die spanische Exklave an der Küste Marokkos ist heute ein umstrittenes Territorium.
- 1532: Kaiser Karl V. und die Protestanten vereinbaren im Nürnberger Religionsfrieden zum ersten Mal (befristet) eine gegenseitige Rechts- und Friedensgarantie für die gegenwärtigen „konfessionellen Besitzstände“.

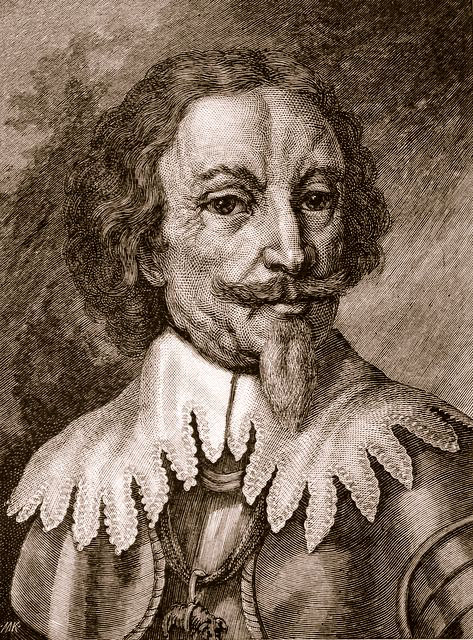
1632: Gottfried Heinrich zu Pappenheim

- 1632: Gottfried Heinrich zu Pappenheim nimmt im Dreißigjährigen Krieg die Reichsstadt Dortmund ein und verlegt sein Hauptquartier dorthin.
- 1711: Der Frieden vom Pruth beendet den Russisch-Türkischen Krieg von 1710/11. Gegen die Rückgabe der Festung Asow an die Türken und ein hohes Bestechungsgeld wird der am Pruth eingekesselten russischen Armee unter dem Befehl Peter des Großen freier Abzug gestattet.
- 1757: Im Siebenjährigen Krieg schießen die Österreicher die Stadt Zittau in Schutt und Asche.
- 1759: Die Preußische Armee unterliegt in der Schlacht bei Kay während des Siebenjährigen Krieges russischen Truppen.
- 1787: In einem Patent ordnet Kaiser Joseph II. an, dass die in den habsburgischen Ländern lebenden Juden deutsche Vor- und Nachnamen annehmen und sich im Gemeinde-Schriftverkehr der deutschen Sprache zu bedienen haben. Für Galizien wird das Patent erst am 28. August 1787 wirksam.

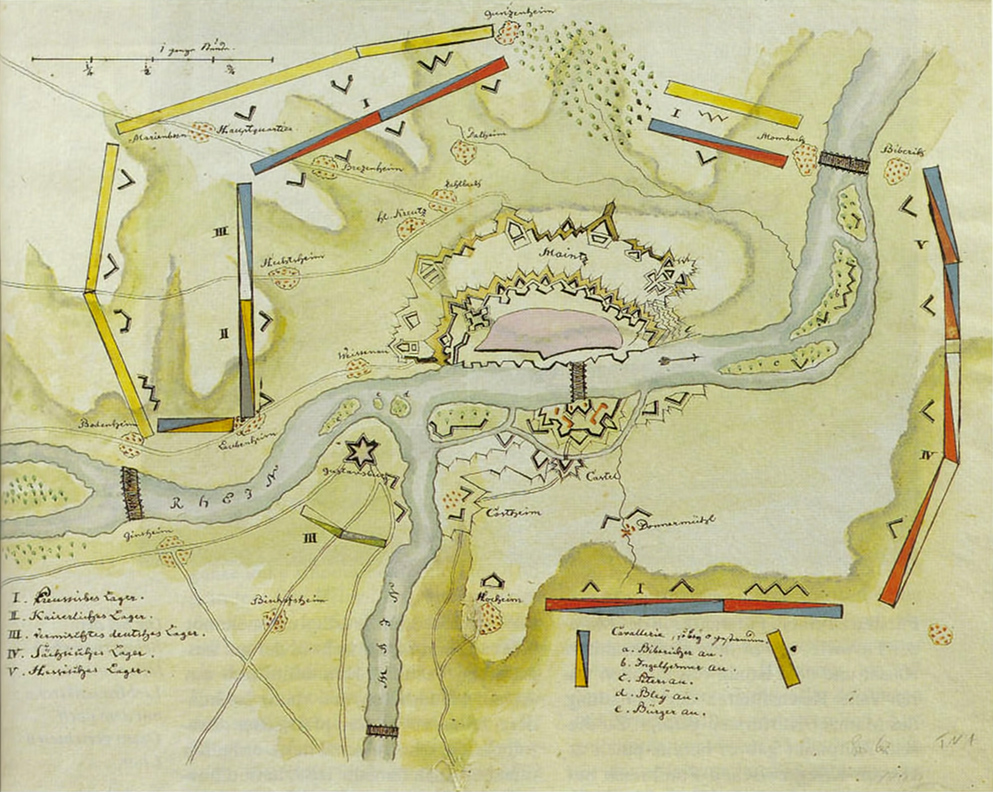
1793: Belagerung von Mainz

- 1793: Mit der Kapitulation gegenüber den preußischen Truppen enden Belagerung und Mainzer Republik.
- 1794: Die Erneuerung des Maximumgesetzes für Löhne führt zum Bruch der Sansculottes mit den Jakobinern. Letztere verlieren nun ihren Rückhalt bei Arbeitern und Kleinbürgern während der Französischen Revolution.
- 1803: Irische Aufständische unter der Führung von Robert Emmet versuchen, Dublin Castle einzunehmen. Der schlecht vorbereitete Aufstand wird rasch niedergeschlagen.
- 1840: Das britische Unionsgesetz regelt die Vereinigung von Ober- und Niederkanada zur Provinz Kanada im Folgejahr.
- 1847: Das Preußische Judengesetz bringt eine Rechtsvereinheitlichung und gewährt dieser Bevölkerungsgruppe Bewegungs- und Niederlassungsfreiheit.
- 1849: Rastatt wird von preußischen Truppen eingenommen. Der nach dem Heckeraufstand erneute Versuch, im Zuge der Badischen Revolution im Großherzogtum Baden eine Republik zu errichten, ist wiederum gescheitert.
- 1871: Österreich-Ungarn regelt per Gesetz die Einführung des metrischen Systems, das ab 1. Januar 1876 verbindlich wird.
- 1881: Chile und Argentinien einigen sich mit einem Grenzvertrag über ihre Gebiete auf Feuerland und in Patagonien.

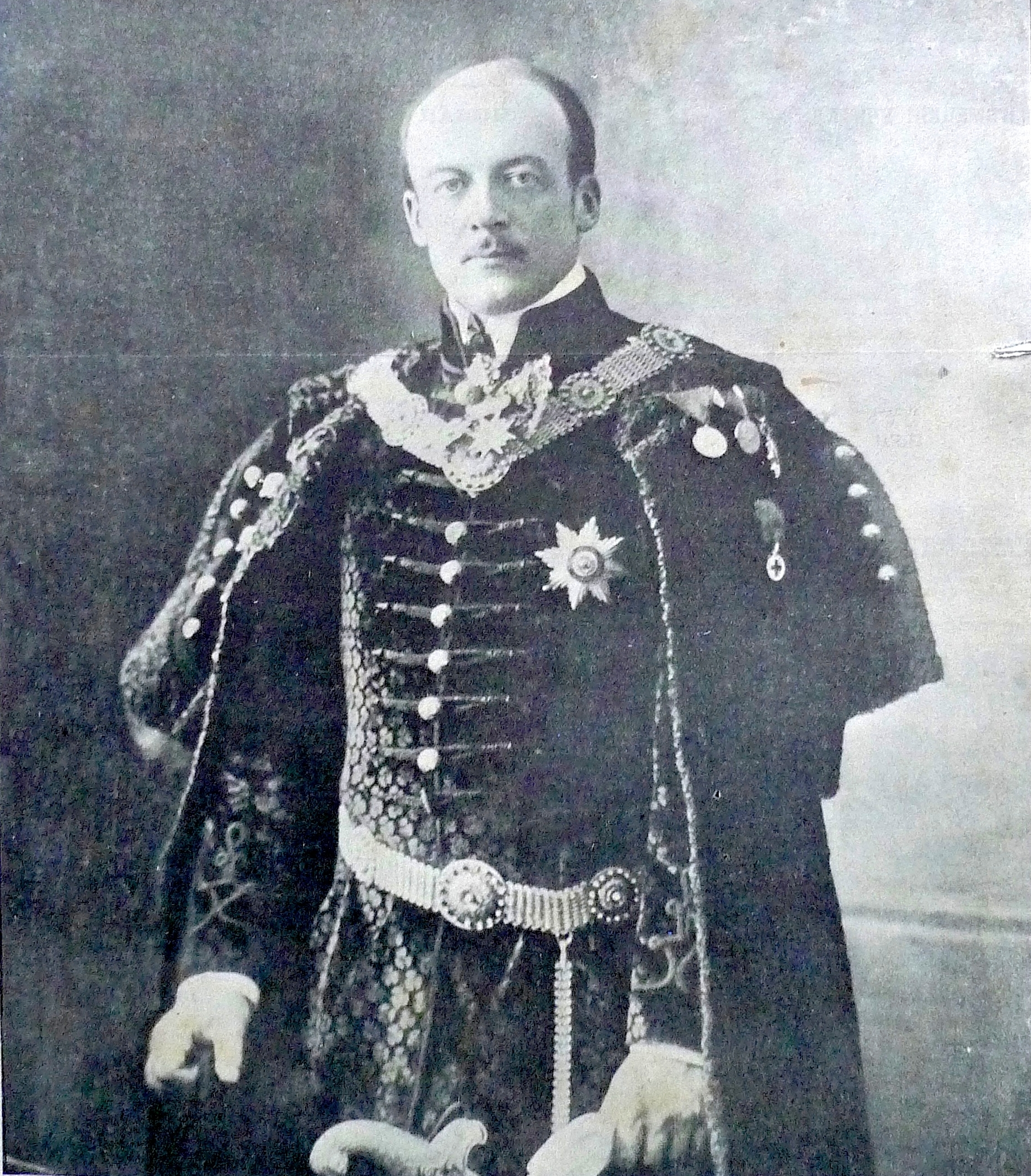
1914: Leopold Graf Berchtold

- 1914: Österreich-Ungarn stellt drei Wochen nach der Ermordung Erzherzog Franz Ferdinands durch Außenminister Graf Leopold Berchtold ein Ultimatum von 48 Stunden an Serbien. Es enthält umfangreiche Forderungen an den Nachbarstaat. Ihre weitgehende, aber unvollständige Erfüllung löst nach Fristablauf die österreichische Kriegserklärung und in der Folge den Ersten Weltkrieg aus.
- 1920: Das Protektorat Britisch-Ostafrika wird in die britische Kronkolonie Kenia umgewandelt.
- 1942: Im deutschen Russlandfeldzug des Zweiten Weltkriegs beginnt die zweite Phase des Unternehmens Blau, das Unternehmen Braunschweig. Die dabei erfolgende Aufsplitterung der Kräfte ist einer der zentralen Gründe für den späteren Untergang der 6. Armee in der Schlacht von Stalingrad.
- 1944: Das KZ Majdanek wird durch die Rote Armee befreit.
- 1945: Gebietstausch im Harz zwischen der Britischen und Sowjetischen Besatzungszone.

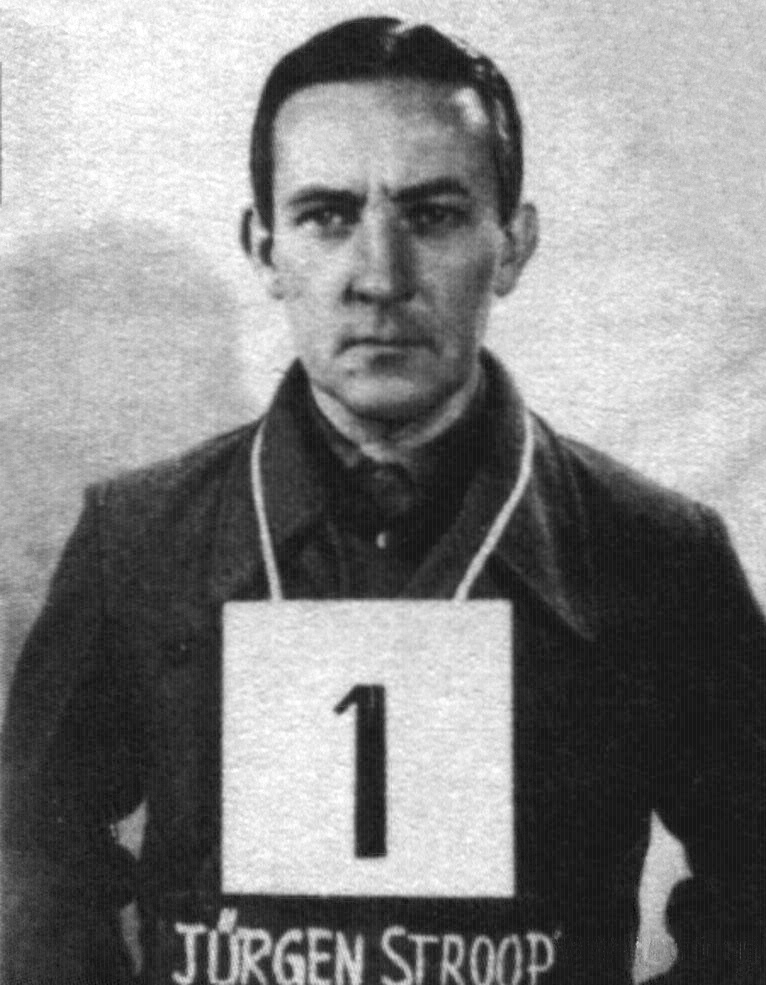
1951: Jürgen Stroop

- 1951: In Polen wird Jürgen Stroop, 1943 für die Niederschlagung des Aufstandes im Warschauer Ghetto verantwortlich, zum zweiten Mal zum Tode verurteilt.
- 1952: Der Vertrag von Paris vom 18. April 1951, mit dem die Europäische Gemeinschaft für Kohle und Stahl (EGKS) geschaffen wird, tritt in Kraft.
- 1952: Der ägyptische König Faruq wird durch einen Militärputsch von Muhammad Nagib und Gamal Abdel Nasser gestürzt; damit endet faktisch die Herrschaft der Dynastie des Muhammad Ali.
- 1954: Affäre John: Im DDR-Rundfunk gibt der Präsident des Bundesverfassungsschutzes Otto John sein Überlaufen bekannt.
- 1961: Carlos Fonseca gründet in Nicaragua die Frente Sandinista de Liberación Nacional (FSLN).
- 1967: In Detroit (Michigan) brechen Rassenunruhen aus. Die Folge sind 43 Tote, 1189 Verletzte und ca. 1400 abgebrannte Häuser.

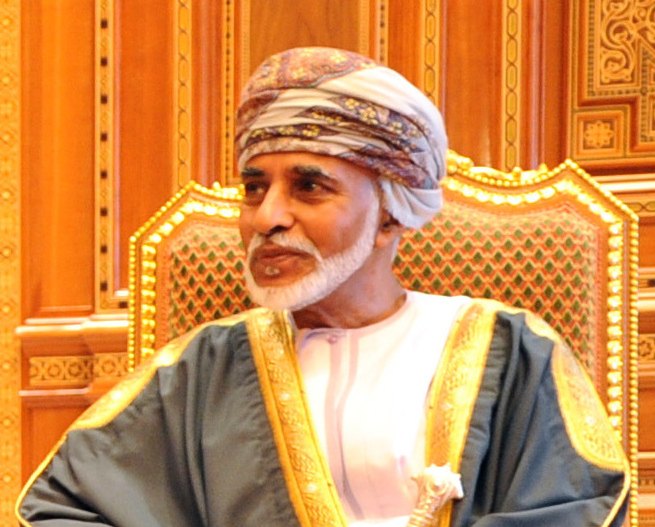
1970: Qabus bin Said

- 1970: Qabus bin Said stürzt mit einem Putsch seinen Vater Said ibn Taimur und wird Staatsoberhaupt als Sultan von Oman.
- 1974: Im Zuge der Zypern-Krise bricht die seit 1967 herrschende Militärdiktatur in Griechenland zusammen. Der ehemalige Premierminister Konstantinos Karamanlis kehrt aus dem Exil zurück, um die Regierungsverantwortung zu übernehmen.
- 1976: Mário Soares, Generalsekretär der PS, wird erster frei gewählter Ministerpräsident Portugals nach der Nelkenrevolution.
- 1983: Bei einem Angriff der LTTE auf einen srilankanischen Militärstützpunkt werden 13 Soldaten getötet. Daraufhin fangen mehrere Anti-Tamilen-Pogrome an, bei denen singhalesische Mobs mehrere Tausende tamilische Zivilisten töten. Das Ereignis markiert den Beginn des Bürgerkriegs in Sri Lanka, in dessen Verlauf 80–100.000 Menschen zu Tode kommen und erst 2009 beendet werden kann. Das Datum prägt den Begriff „Schwarzer Juli“.
- 1988: Mit Radio Dreyeckland wird in Freiburg im Breisgau das erste deutsche freie Radio legalisiert, nachdem eine juristische Verfolgung des Piratenradios aussichtslos geworden ist.
- 1992: Abchasien erklärt sich für unabhängig von Georgien.
- 1993: Im Konflikt um Bergkarabach erobern und zerstören armenische Streitkräfte die aserbaidschanische Stadt Aghdam.
- 1999: Mohammed VI. besteigt nach dem Tod seines Vaters Hassan II. den marokkanischen Thron.
- 2001: Abdurrahman Wahid wird von der Beratenden Volksversammlung Indonesiens wegen eines Finanzskandals seines Amtes als Präsident enthoben. Als Nachfolgerin wird Megawati Sukarnoputri gewählt.

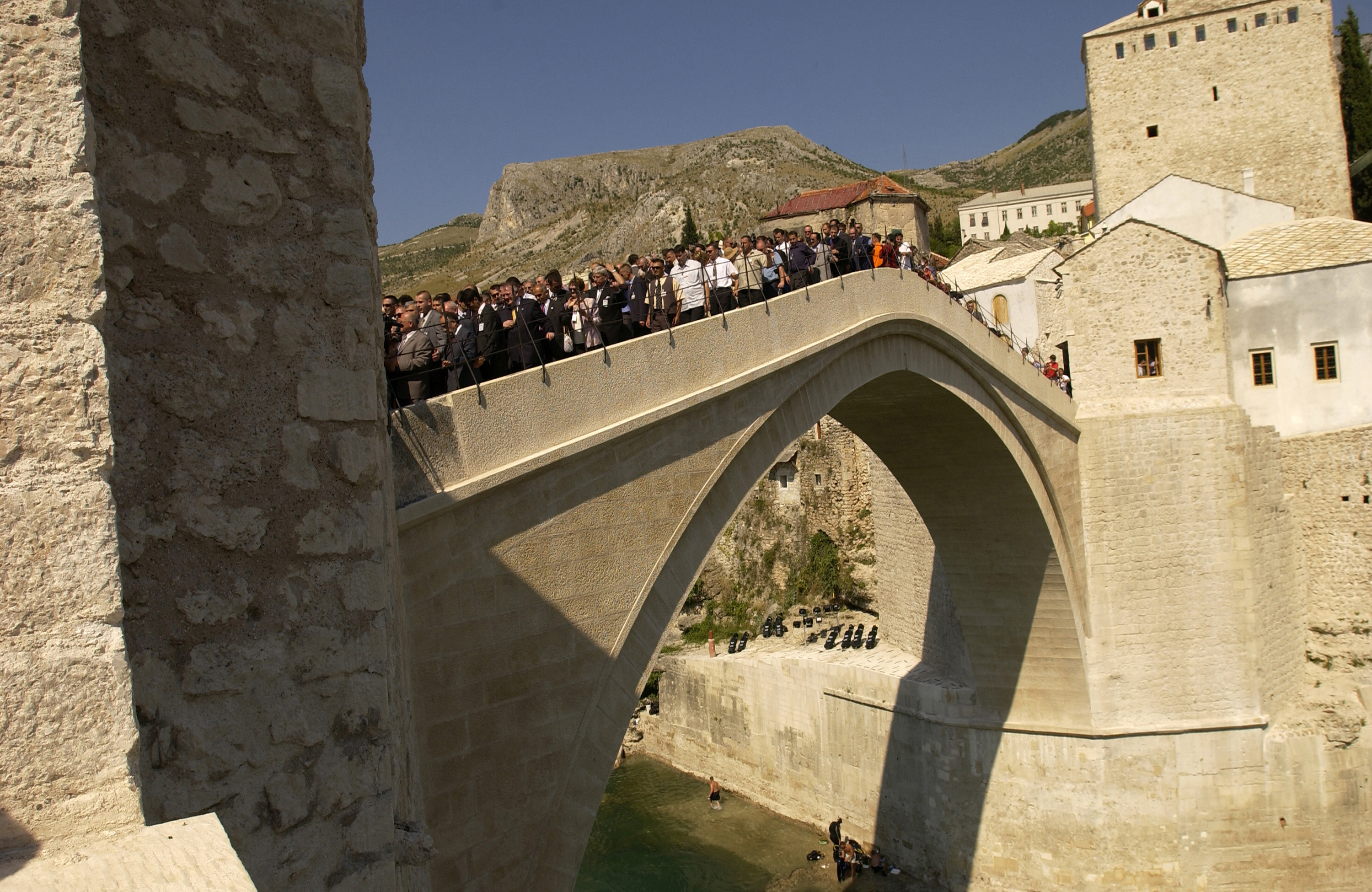
2004: Brücke von Mostar bei der offiziellen Wiedereröffnung

- 2004: Die 1993 von kroatischen Nationalisten zerstörte Brücke von Mostar wird mit einem Festakt wiedereröffnet.
- 2005: Bei Anschlägen der Terrororganisation Al-Qaida im ägyptischen Scharm asch-Schaich sterben mindestens 88 Menschen.

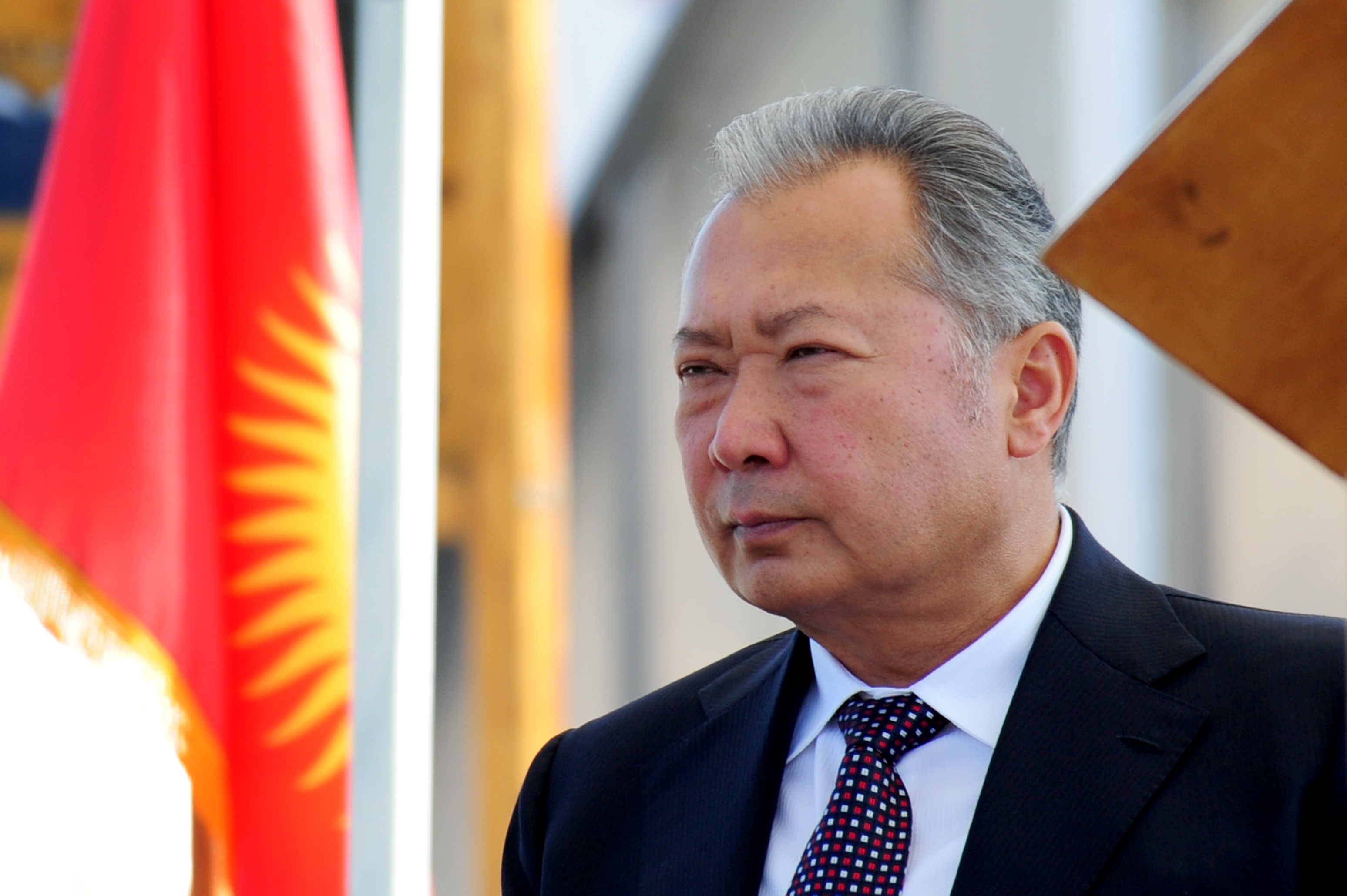
2009: Kurmanbek Bakijew

- 2009: Bei der Präsidentschaftswahl in Kirgisistan wird der Amtsinhaber Kurmanbek Bakijew mit 76,1 % der Stimmen wiedergewählt. Den zweiten Platz belegt der Sozialdemokrat Almasbek Atambajew mit 8,4 %.

### Wirtschaft
- 1697: In Leipzig wird erstmals in Deutschland eine Klassenlotterie durchgeführt.
- 1866: Der US-Unternehmer Oliver Winchester beginnt mit der Serienproduktion von Winchester-Gewehren.

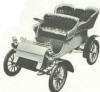
1903: Ford Modell A

- 1903: Die Ford Motor Company bringt das Modell A auf den US-amerikanischen Markt.
- 1945: Private Banken und Versicherungen werden in der SBZ durch SMAD-Befehl Nummer 10 geschlossen. Die weitere Abwicklung ist kurze Zeit später durch öffentliche Institute, etwa die Sächsische Landesbank vorzunehmen. Die Maßnahme ist ein erster Schritt zur Umgestaltung des Wirtschaftssystems nach sozialistischer Ideologie.

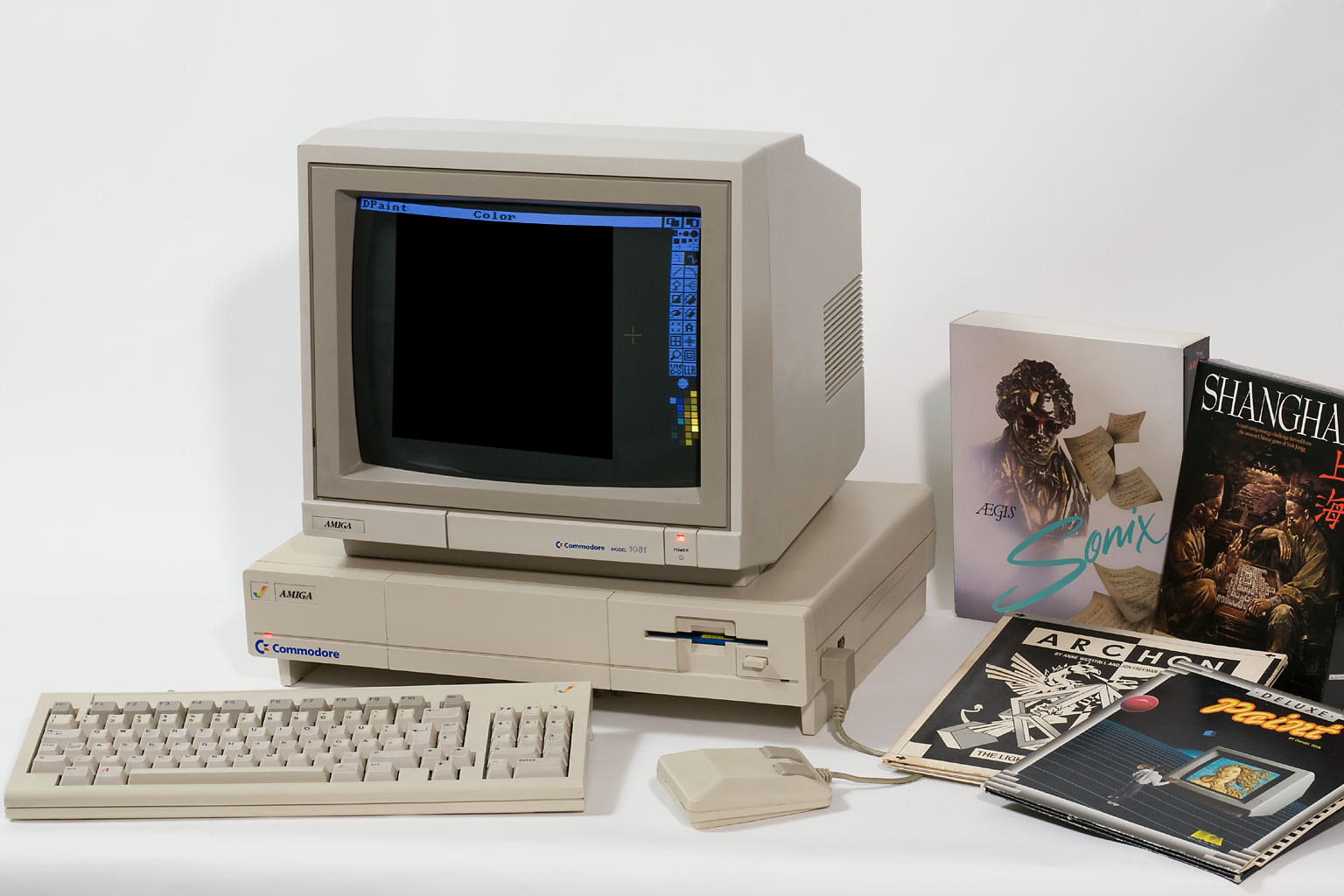
1985: Amiga 1000

- 1985: Commodore stellt den Amiga (später in Amiga 1000 umbenannt) im Lincoln Center in New York, USA, vor. Mit dabei sind u. a. der Künstler Andy Warhol und Debbie Harry (Blondie). Der Amiga überbietet an Grafikleistung alles bisher Dagewesene.
- 1998: Die erste Mandrake Linuxdistribution wird veröffentlicht.

### Wissenschaft und Technik
- 1847: In Berlin referiert Hermann von Helmholtz über die Konstanz der Kraft und untermauert den Energieerhaltungssatz.
- 1851: Im Kaisertum Österreich bewilligt Kaiser Franz Joseph I. das Errichten einer Centralanstalt für meteorologische und magnetische Beobachtungen. Damit entsteht der weltweit erste staatliche Wetterdienst, die heutige Zentralanstalt für Meteorologie und Geodynamik (ZAMG).

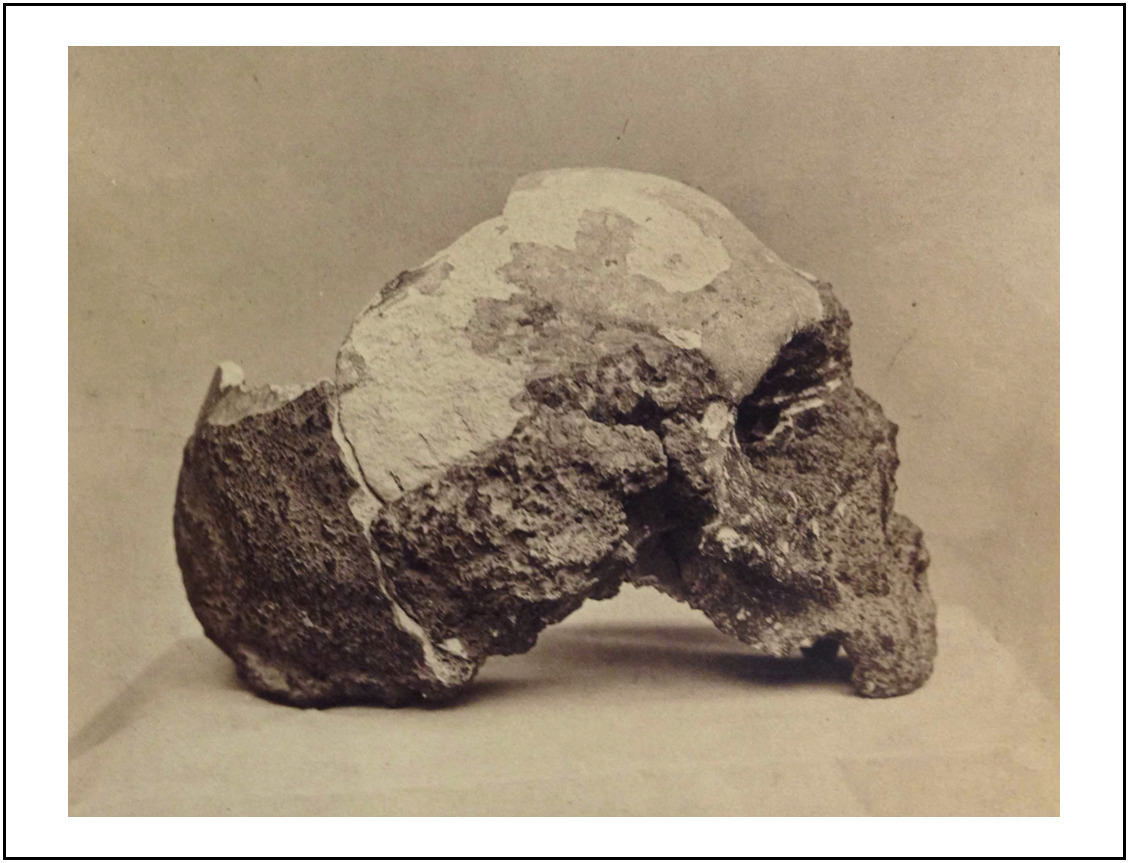
1864: Schädel Gibraltar 1

- 1864: In der Londoner Zeitschrift The Reader wird erstmals der Schädel Gibraltar 1 beschrieben, der belegt, dass die anatomischen Merkmale des 1856 bei Düsseldorf entdeckten Neandertalers keine individuellen Besonderheiten waren, sondern Merkmale einer einstmals in Europa weit verbreiteten Menschenart.
- 1957: Beim Torfabbau wird im oberbayerischen Peiting eine Kiefernkiste gefunden, in der sich statt eines erhofften Schatzes die später Rosalinde genannte Moorleiche aus der Zeit um 1100 befindet.

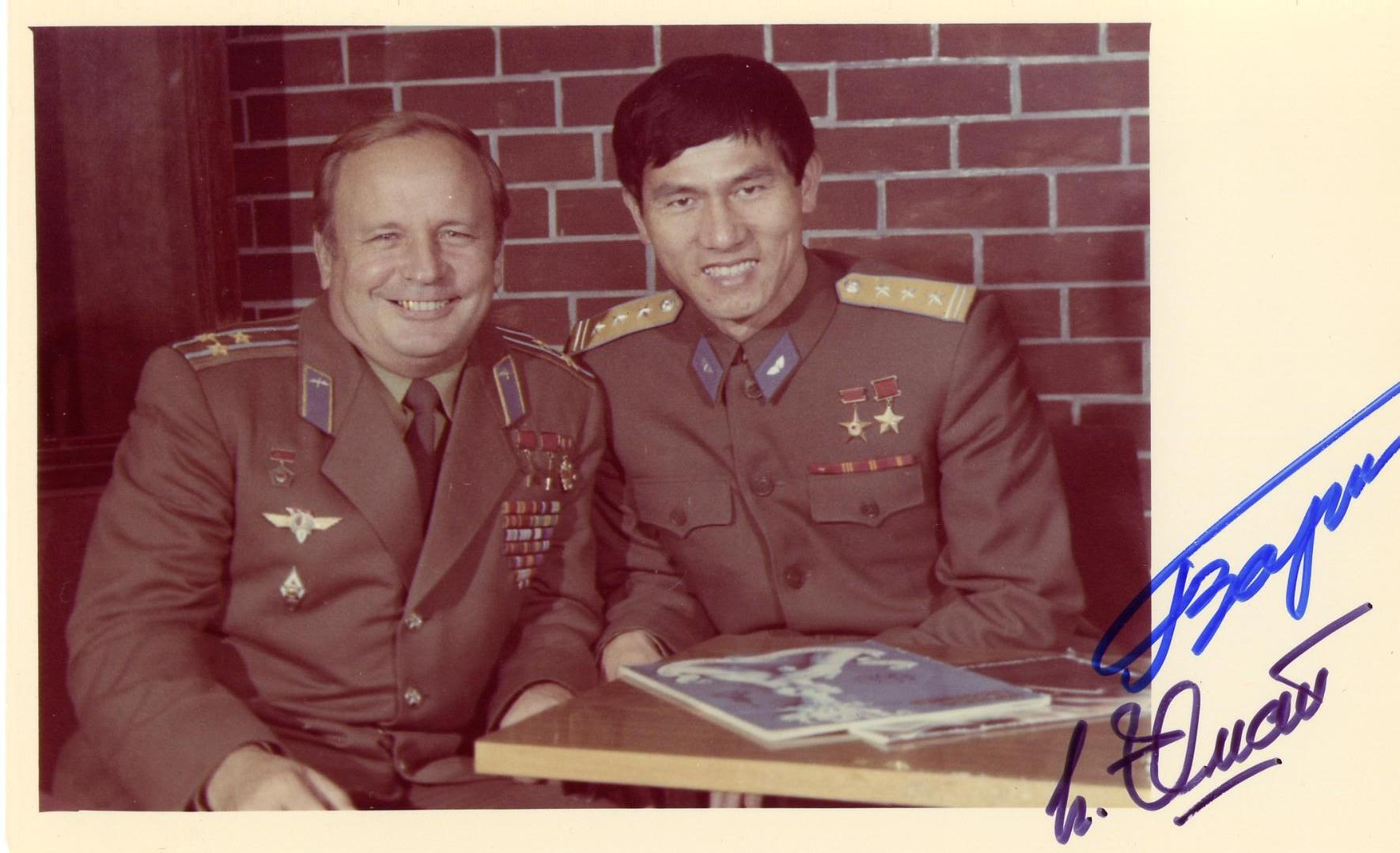
1980: Die Besatzung von Sojus 37

- 1980: Zusammen mit Wiktor Wassiljewitsch Gorbatko als Kommandant startet auch der erste Raumfahrer aus Vietnam zur Raumstation Saljut 6 in den Weltraum. Der Vietnamese Phạm Tuân ist Bordingenieur bei der sowjetischen Sojus 37-Mission.
- 1992: Die ESA-Raumsonde Giotto wird aufgrund Treibstoffmangels endgültig deaktiviert.

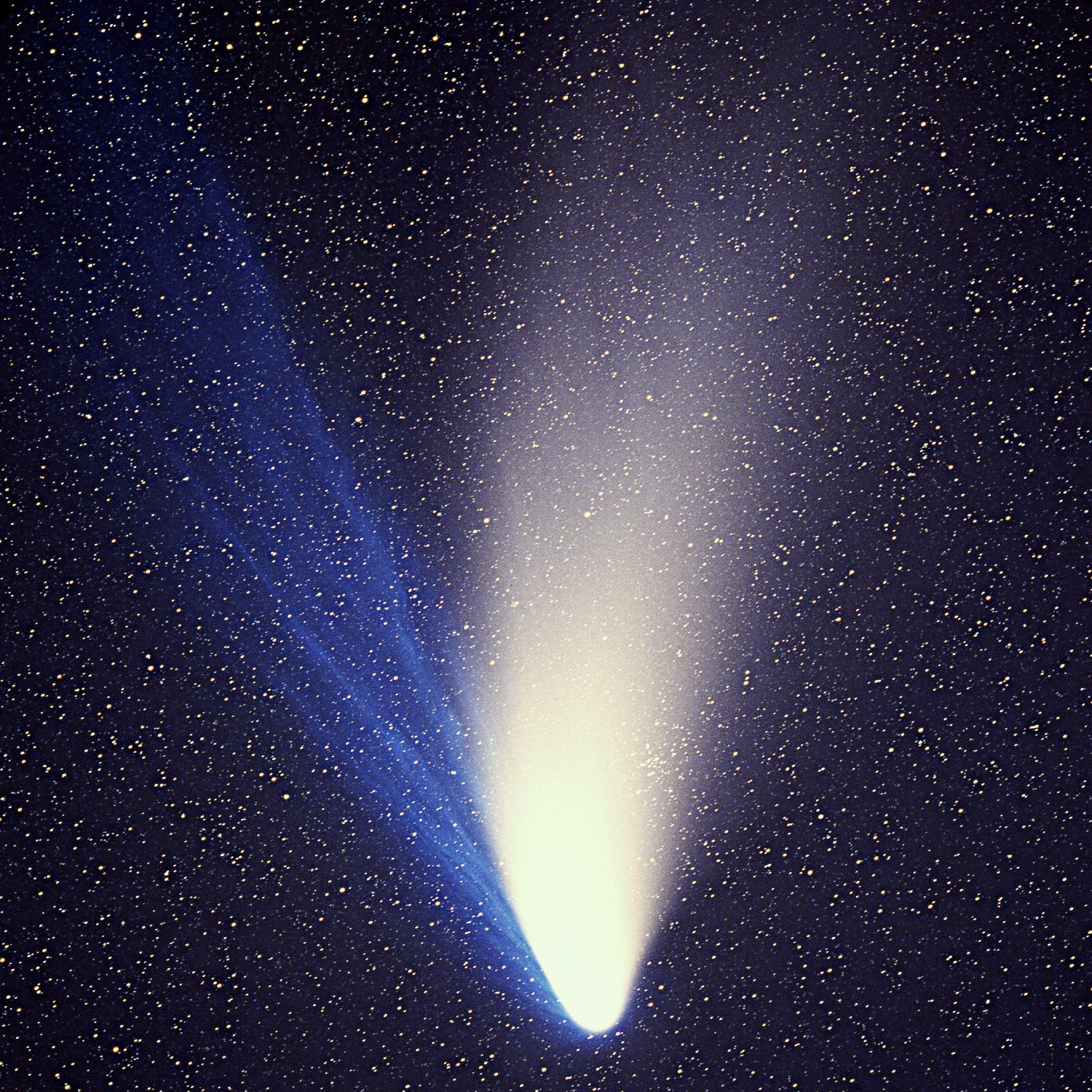
1995: Komet Hale-Bopp

- 1995: Die US-amerikanischen Astronomen Alan Hale und Thomas Bopp entdecken unabhängig voneinander den Kometen C/1995 O1, der den Namen Hale-Bopp erhält.
- 1999: Der NASA-Röntgensatellit Chandra wird gestartet.
- 2005: Die Entwickler-Dokumentation des MDN Web Docs wird als Wiki-Seite unter dem Namen Mozilla Developer Center gestartet.

### Kultur
- 1957: Uraufführung des Melodrams A Tale of Two Cities von Arthur Benjamin nach dem Roman von Charles Dickens am Sadler’s Wells in London.
- 1960: Der Nationalpark Gorongosa, der erste Nationalpark im heutigen Mosambik, wird von der Kolonialmacht Portugal eingerichtet.

### Gesellschaft
- 1984: Der frühere Boxer Gustav „Bubi“ Scholz wird unter dem Verdacht verhaftet, in der Nacht seine Frau im Alkoholrausch erschossen zu haben.
- 1986: In Westminster Abbey heiraten Prinz Andrew und Sarah Ferguson.
- 2022: WHO-Generaldirektor Tedros Adhanom Ghebreyesus erklärt den seit Mai des Jahres registrierten Affenpocken-Ausbruch zum Internationalen Gesundheitsnotstand.

### Religion
- 0685: Johannes V. wird Papst; er folgt auf Benedikt II.
- 1164: Unter großem Jubel der Bevölkerung kommen die vermeintlichen Reliquien der Heiligen Drei Könige in Köln an.
- 1431: Das Konzil von Basel wird eröffnet.

### Katastrophen
- 1964: Der mit Munition beladene ägyptische Frachter Star of Alexandria explodiert im Hafen der algerischen Stadt Bône. Der folgenschwere Unfall fordert über 100 Tote und etwa 160 Verletzte. Der Schaden wird auf 20 Millionen US-Dollar geschätzt.

Kleinere Unglücksfälle sind in den Unterartikeln von Katastrophe und in der Liste von Katastrophen aufgeführt.

### Sport
- 1881: Mit dem Europäischen Turner-Bund (Fédération Européenne de Gymnastique – FEG) entsteht einer der ältesten internationalen Zusammenschlüsse auf Sportebene, nach Umbenennung 1921 durch Aufnahme außereuropäischer Mitglieder heute: Internationaler Turner-Bund (Fédération Internationale de Gymnastique – FIG).
- 1922: Der belgische Radrennfahrer Firmin Lambot gewinnt die 16. Tour de France.

Einträge von Leichtathletik-Weltrekorden befinden sich unter der jeweiligen Disziplin unter Leichtathletik.
Einträge zu Fußballweltmeisterschaftsspielen finden sich in den Unterseiten von Fußball-Weltmeisterschaft. Das Gleiche gilt für Fußball-Europameisterschaften.

## Geboren

### Vor dem 18. Jahrhundert
- 1301: Otto der Fröhliche, Herzog von Österreich
- 1339: Ludwig I., Graf von Poitou, Maine, Roucy und Provence, Herzog von Anjou, Titularkönig von Neapel und Jerusalem
- 1370: Pietro Paolo Vergerio, italienischer Humanist, Mediziner, Jurist und Staatsmann

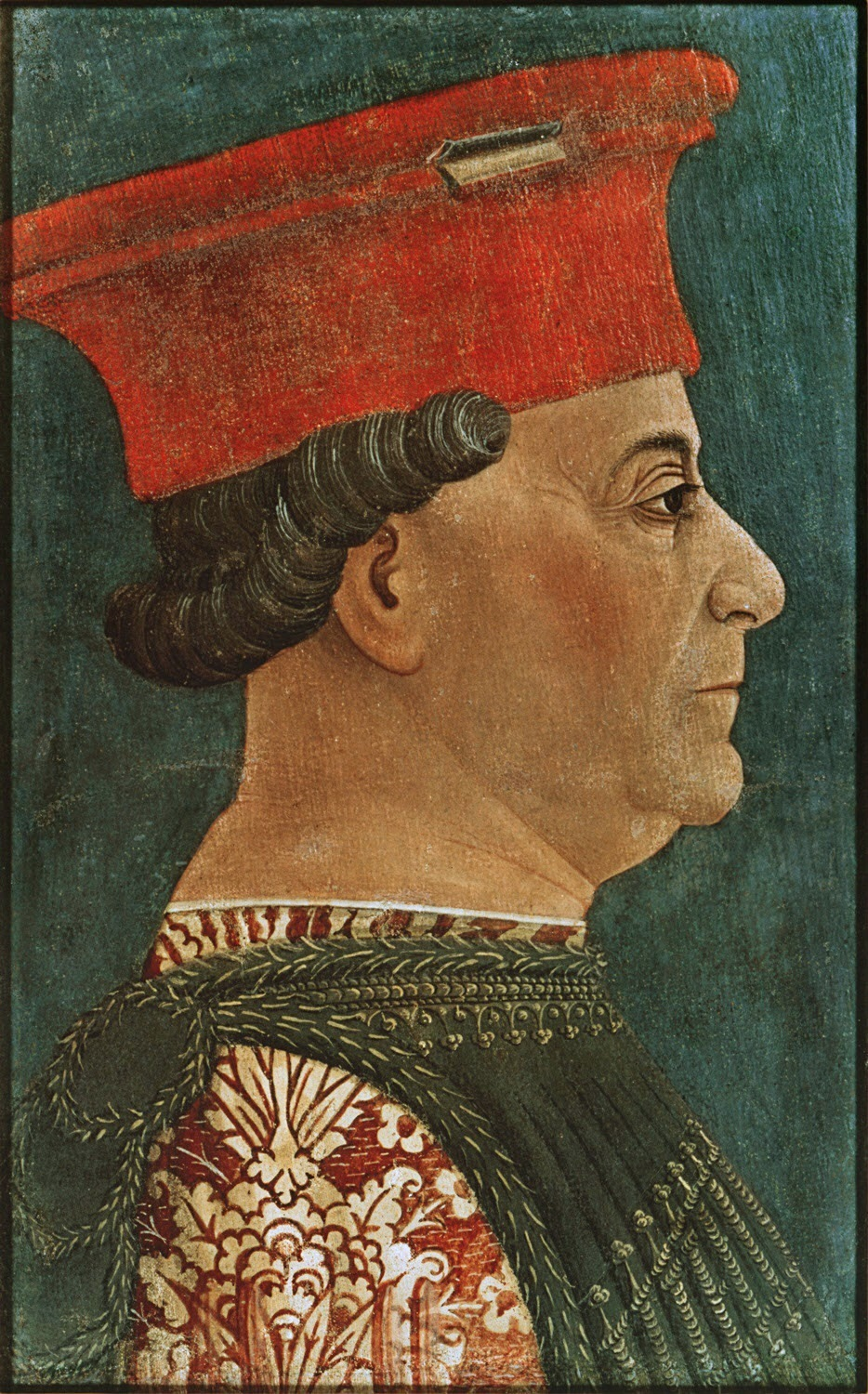
Francesco Sforza (* 1401)

- 1401: Francesco Sforza, italienischer Herzog, Gründer der Dynastie der Sforza in Mailand

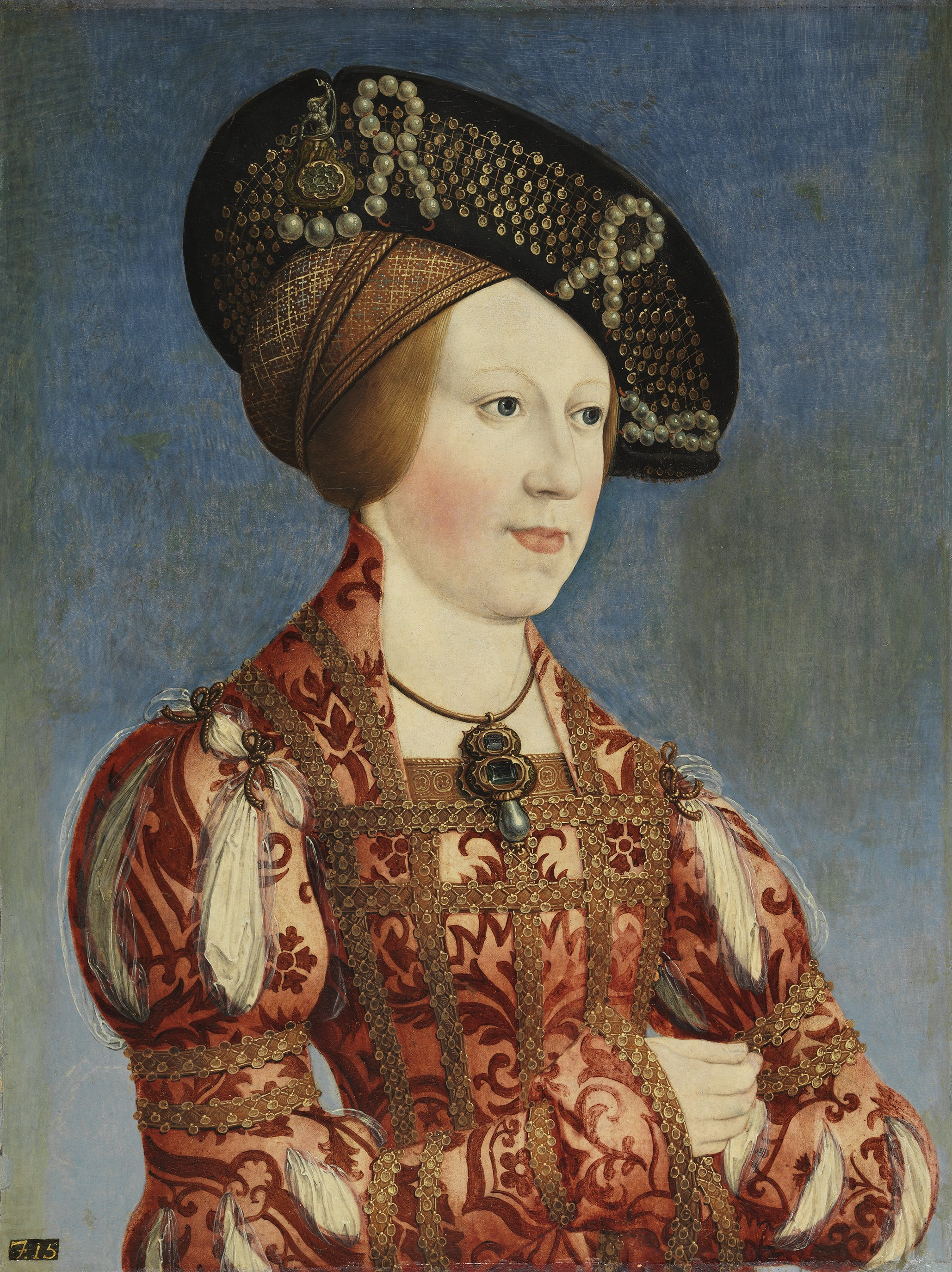
Anna von Böhmen und Ungarn (* 1503)

- 1503: Anna von Böhmen und Ungarn, Königin von Ungarn und Böhmen sowie als Ehefrau von Ferdinand I. Königin des Heiligen Römischen Reiches
- 1549: Anna Elisabeth von der Pfalz, Landgräfin von Hessen-Rheinfels, Pfalzgräfin von Lützelstein
- 1597: Hugo Friedrich von Eltz, Gesandter des Erzbischofs von Trier bei den Westfälischen Friedensverhandlungen
- 1599: Stephan Hansen Stephanius dänischer Philologe und Historiker
- 1607: Christian Hoburg, deutscher Theologe, mystischer Spiritualist
- 1614: Bonaventura Peeters, flämischer Maler, Zeichner, Radierer und Dichter
- 1647: Luise Marie von der Pfalz, Titular-Pfalzgräfin bei Rhein, Fürstin zu Salm
- 1648: Anna Henriette von Pfalz-Simmern, Pfalzgräfin bei Rhein, Fürstin von Condé
- 1649: Clemens XI. (Giovanni Francesco Albani), Papst
- 1656: Har Krishan, achter Guru des Sikhismus
- 1659: Antonius Schultingh, niederländischer Rechtswissenschaftler
- 1681: Jakob Maximilian von Thun und Hohenstein, Bischof von Gurk

### 18. Jahrhundert
- 1703: Carl Friedrich von Kraut, Oberhofmarschall des Prinzen Heinrich von Preußen
- 1721: Joseph Franz Xaver von Hoppenbichl, deutscher katholischer Geistlicher und Ökonom

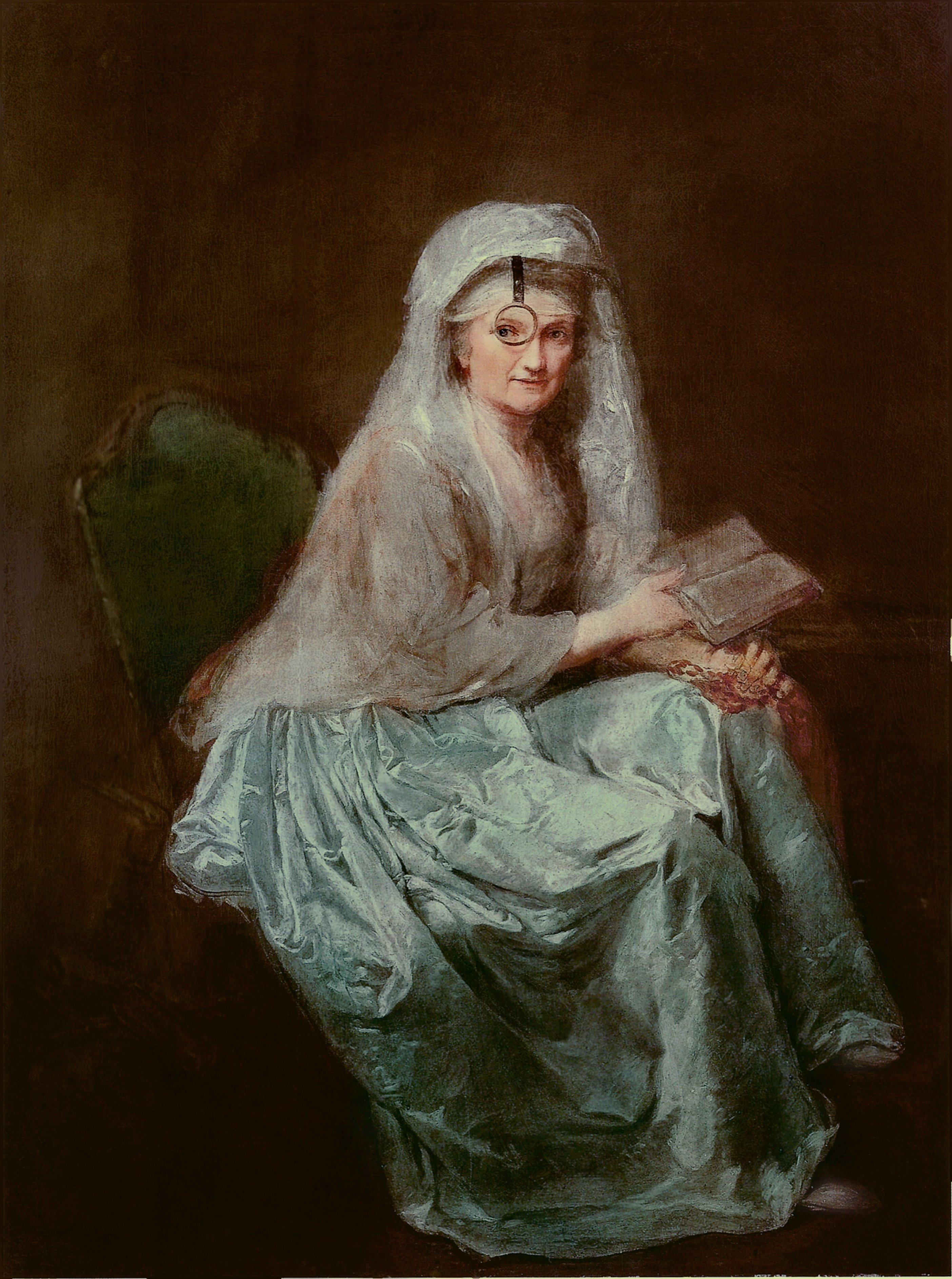
Anna Dorothea Therbusch (* 1721)

- 1721: Anna Dorothea Therbusch, deutsche Malerin des Rokoko
- 1722: Anne-Catherine de Ligniville Helvétius, französische Salonnière der Aufklärung
- 1725: Nicolaus Anton Johann Kirchhof, deutscher Kaufmann, Politiker und Gelehrter
- 1731: Amalie Christina Gylding, deutsche Porzellanmalerin
- 1743: Johann Christian Bach, Pianist und Lehrer am Pädagogium in Halle
- 1746: Bernardo de Gálvez y Madrid, spanischer Militär, Politiker und Vizekönig von Neuspanien
- 1750: Friedrich Ewald Ernst von Massow, deutscher Beamter
- 1751: Karl Gottlob von Anton, deutscher Jurist, Politiker und Historiker
- 1752: Emanuel von Schimonsky, Fürstbischof von Breslau
- 1761: Rudolph von Wrbna, österreichischer Beamter
- 1764: Johann Baptist von Schiber, deutscher Jurist
- 1764: Franz Seraphicus Schmid, römisch-katholischer Geistlicher und Autor
- 1769: Alexei Nikolajewitsch Titow, russischer Komponist
- 1770: Karl Ferdinand Friese, preußischer Staatssekretär und Präsident der Preußischen Hauptbank

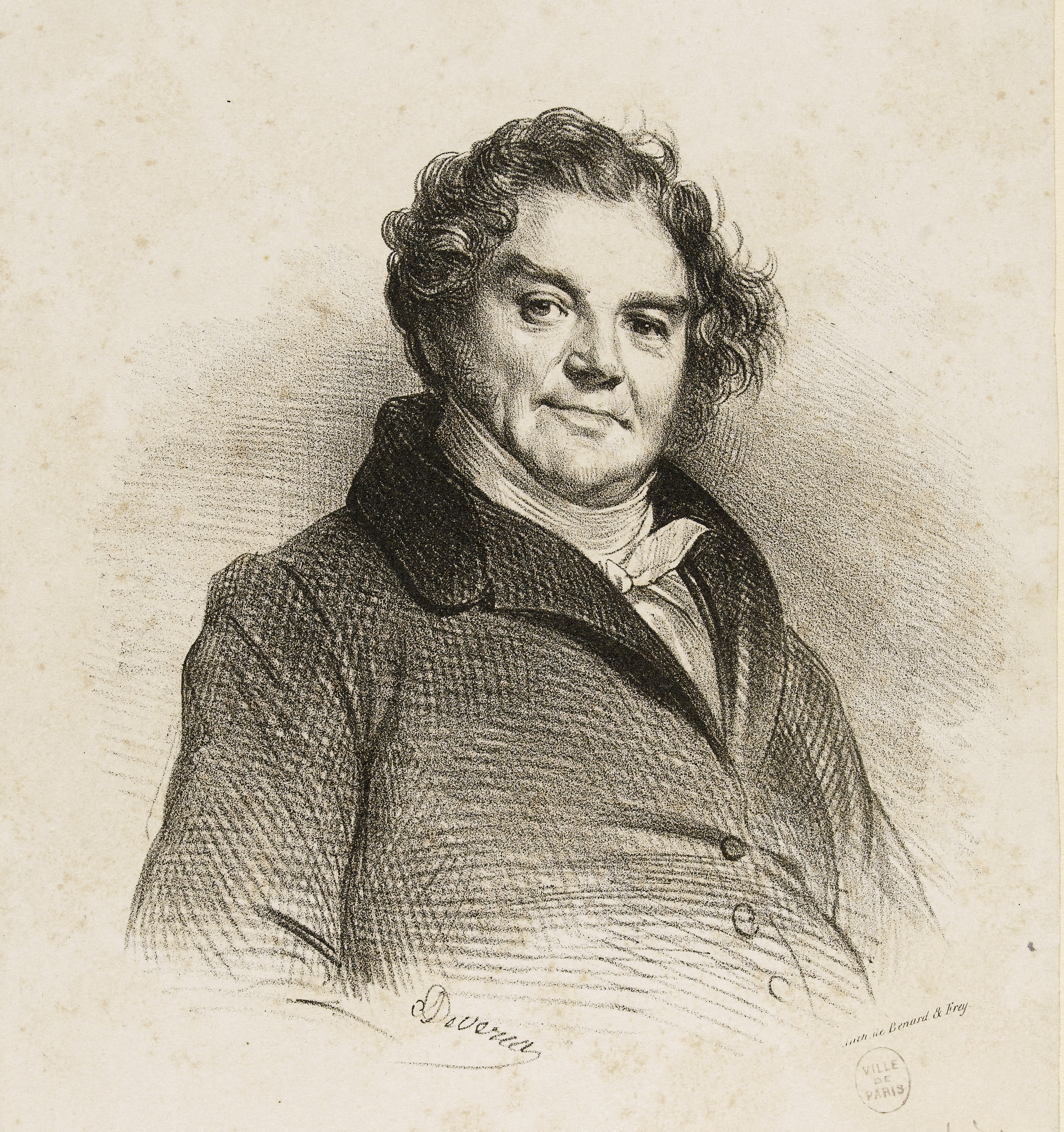
Eugène François Vidocq (* 1775)

- 1775: Eugène François Vidocq, französischer Krimineller und Kriminalist
- 1777: Philipp Otto Runge, deutscher Maler der Frühromantik
- 1783: Karl Chotek von Chotkow, tschechischer Adeliger, Verwalter und Politiker
- 1784: James W. Gazlay, US-amerikanischer Rechtsanwalt und Politiker, Abgeordneter für Ohio im US-Repräsentantenhaus
- 1795: Johann Leopold Abel, deutsch-britischer Komponist, Pianist, Violoncellist, Geiger und Musikpädagoge
- 1796: Franz Berwald, schwedischer Komponist und Violinist
- 1797: Charles Jules Labarte, französischer Kunsthistoriker

### 19. Jahrhundert

#### 1801–1850

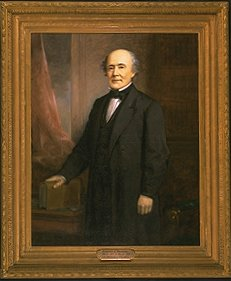
Robert J. Walker (* 1801)

- 1801: Robert J. Walker, US-amerikanischer Politiker, Senator für Mississippi, Finanzminister, Gouverneur von Kansas
- 1804: Jane Irwin Harrison, First Lady der USA
- 1806: Charles Stoddart, britischer Diplomat
- 1811: Friedrich Adolph Mackrott, deutscher Musiker
- 1815: André-Charles-Victor Reille, französischer General
- 1816: Charlotte Saunders Cushman, US-amerikanische Schauspielerin
- 1819: Alexis Dumont, deutscher Rechtsanwalt und Kommunalpolitiker
- 1820: Julia Tyler, US-amerikanische First Lady, zweite Gattin von Präsident John Tyler
- 1824: Kuno Fischer, deutscher Philosoph

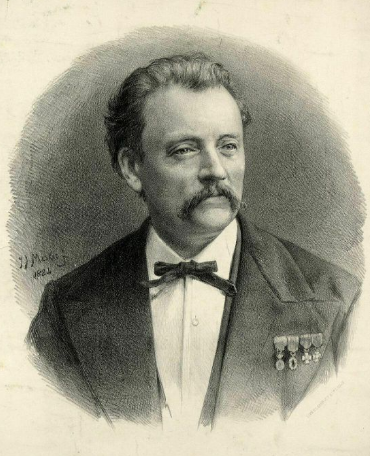
Richard Hol (* 1825)

- 1825: Richard Hol, niederländischer Komponist, Dirigent, Musiklehrer und Musikschriftsteller
- 1826: Alexander Afanassjew, Herausgeber und Erforscher russischer Märchen
- 1827: Otto Ribbeck, deutscher Altphilologe
- 1828: Jonathan Hutchinson, britischer Chirurg, Dermatologe und Pathologe
- 1830: Carlo von Mentlen, Schweizer Politiker
- 1834: Johann Jakob Abegg, Schweizer Politiker und Unternehmer
- 1838: Édouard Colonne, französischer Dirigent
- 1844: Egidius Gutfleisch, deutscher Jurist und Mitglied des Reichstags
- 1844: Harriet Williams Russell Strong, US-amerikanische Erfinderin, Naturschützerin und Frauenrechtlerin
- 1849: Géza Zichy, ungarischer Pianist und Komponist

#### 1851–1900
- 1854: Birt Acres, britischer Fotograf und Filmpionier
- 1856: Bal Gangadhar Tilak, indischer Autor und Verleger, Politiker und Unabhängigkeitskämpfer
- 1857: Carl Meinhof, deutscher Pastor und Afrikanist

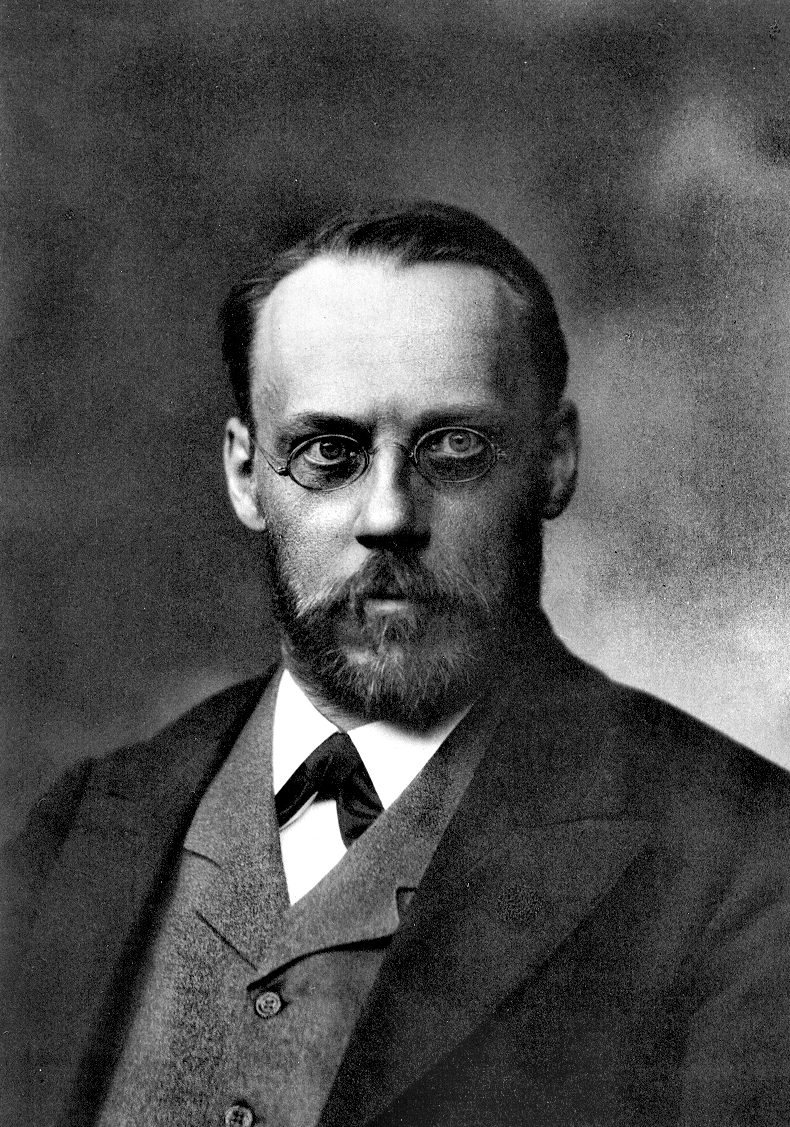
Adolf Schmidt (* 1860)

- 1860: Adolf Schmidt, deutscher Geophysiker
- 1861: Anna Bechler, deutsche Schriftstellerin
- 1861: Alexander Willem Frederik Idenburg, Gouverneur von Suriname und Generalgouverneur von Niederländisch-Indien
- 1862: Franz Amann, liechtensteinischer Politiker
- 1865: Friedrich Aereboe, deutscher Agrarökonom
- 1865: Ludwig Sütterlin, deutscher Kunstgewerbler, Schriftgestalter und Pädagoge
- 1866: Francesco Cilea, italienischer Komponist und Musiklehrer
- 1869: Hans Blau, Schweizer Beamter
- 1869: Hans Schenkel, Schweizer Physiker, Hochschullehrer und Politiker
- 1869: Susanne Dessoir, deutsche Sängerin
- 1870: August Jacob Georg Howaldt, deutscher Unternehmer und Industrieller im Schiffbau (Howaldtswerke AG)
- 1872: Edward Adrian Wilson, britischer Polarforscher, Arzt und Ornithologe
- 1873: Marie Janson, belgische Politikerin und Frauenrechtlerin
- 1876: Aino Ackté, finnische Sopranistin
- 1878: James Thomas Milton Anderson, kanadischer Politiker und Lehrer
- 1880: Jean-Marie le Bourvelec, französischer Turner
- 1882: Hans Kyser, deutscher Autor und Filmregisseur
- 1884: Emil Jannings, deutscher Schauspieler
- 1884: Apolinary Szeluto, polnischer Komponist
- 1885: Guido Szivessy, österreichischer Physiker
- 1886: Theodor Frings, deutscher Germanist und Sprachwissenschaftler
- 1886: Salvador de Madariaga, spanischer Diplomat und Autor
- 1886: Walter Schottky, deutscher Physiker und Elektrotechniker

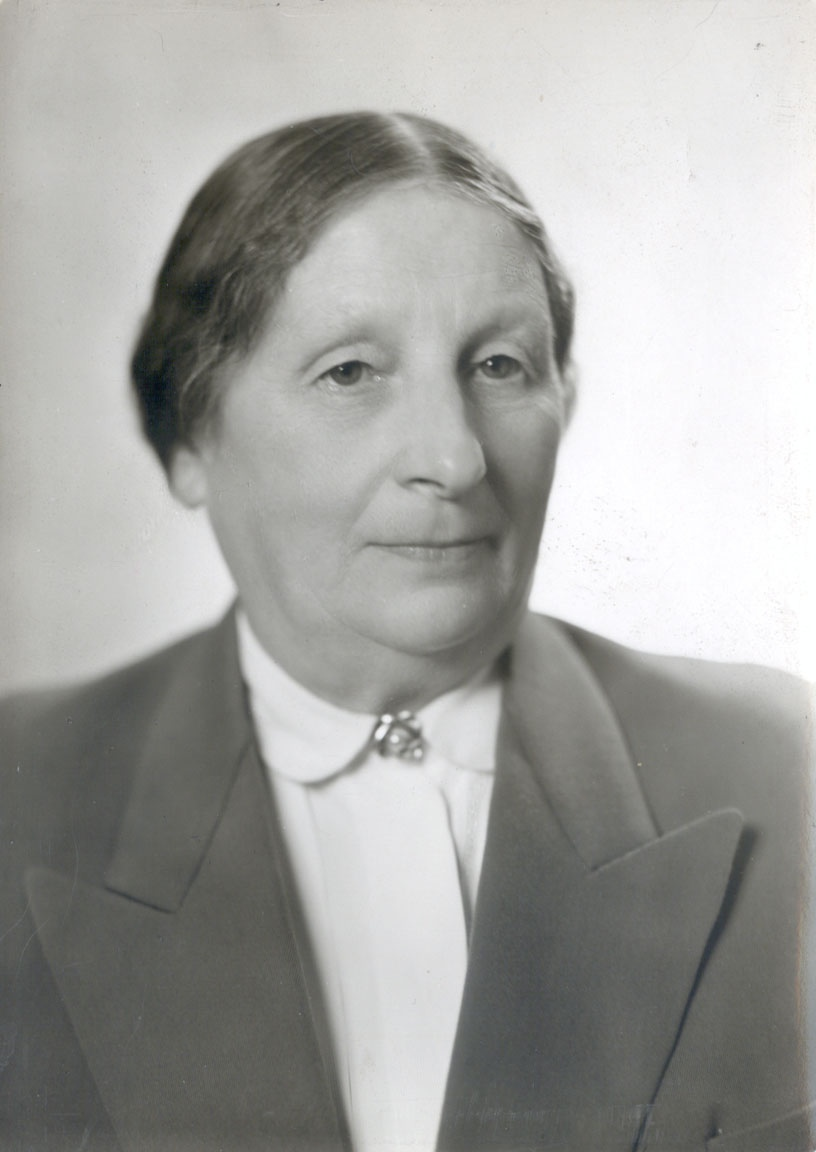
Anna Maria Schulte (* 1886)

- 1886: Anna Maria Schulte, deutsche Sozialdemokratin und Sozialaktivistin
- 1888: Raymond Chandler, US-amerikanischer Krimiautor
- 1889: Juri Pawlowitsch Annenkow, russischer Künstler
- 1889: Georges Bonnet, französischer Außenminister
- 1890: Joan Amades, katalanischer Ethnologe und Folklorist
- 1890: Bruno Asch, deutscher Politiker
- 1892: Bruno Brehm, österreichischer Schriftsteller
- 1892: Haile Selassie, äthiopischer Kaiser und britischer Feldmarschall
- 1893: Heinrich Imig, deutscher Gewerkschafter und Politiker, MdB, MdEP
- 1893: Stephan Westmann, deutscher Mediziner
- 1894: Hektor Ammann, Schweizer Historiker und Archivar
- 1894: Edi Linser, österreichischer Motorradrennfahrer

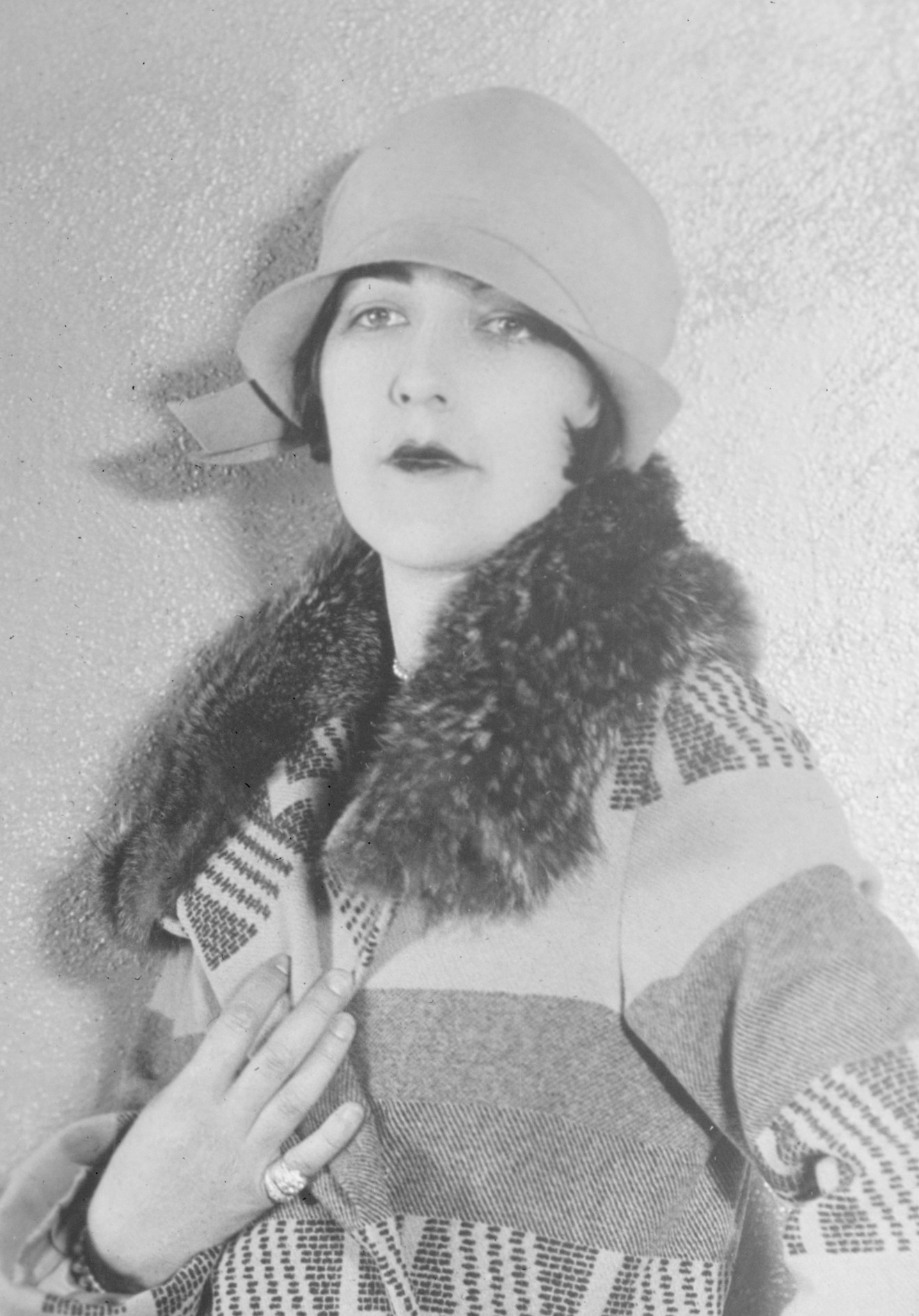
Aileen Pringle (* 1895)

- 1895: Aileen Pringle, US-amerikanische Schauspielerin
- 1895: Florence Vidor, US-amerikanische Schauspielerin
- 1896: Reinhold Frank, deutscher Rechtsanwalt und Widerstandskämpfer
- 1896: Adrienne Gessner, österreichische Schauspielerin
- 1899: Gustav Heinemann, deutscher Politiker, Bundespräsident, Landesminister, Bundesminister, MdL, MdB
- 1899: Lou Seitz, deutsche Schauspielerin
- 1900: Helen Ferguson, US-amerikanische Schauspielerin und Presseagentin

### 20. Jahrhundert

#### 1901–1925
- 1901: Doc Walsh, US-amerikanischer Country-Musiker
- 1901: Hank Worden, eigentlich Norton Earl Worden, US-amerikanischer Rodeoreiter und Schauspieler
- 1902: Walter Burle Marx, brasilianischer Komponist, Pianist und Dirigent
- 1904: France Ačko, slowenischer Kirchenmusiker, Organist und Komponist
- 1904: Georges Hugon, französischer Komponist
- 1905: Richard Angst, Schweizer Kameramann
- 1905: Erich Itor Kahn, deutscher Musiker und Komponist
- 1906: Walter Artelt, deutscher Arzt, Zahnarzt und Medizinhistoriker
- 1906: Walter Blume, deutscher Jurist und SS-Standartenführer
- 1906: Wolfgang Gentner, deutscher Physiker

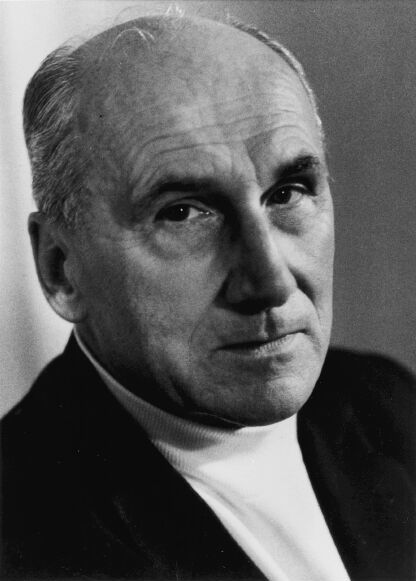
Vladimir Prelog (* 1906)

- 1906: Vladimir Prelog, bosnisch-schweizerischer Chemiker
- 1907: Käte Strobel, deutsche Politikerin, MdB, Bundesministerin
- 1908: Elio Vittorini, italienischer Schriftsteller
- 1909: Lisa Gelius, deutsche Leichtathletin
- 1909: Rudolf Pfister, Schweizer evangelischer Geistlicher und Hochschullehrer
- 1910: Karl Adamek, österreichischer Fußballspieler und -trainer
- 1910: Ulrich Maag, Schweizer Automobilrennfahrer
- 1911: Hildegard Emmel, deutsche Germanistin
- 1912: Rafael Artzy, israelischer Mathematiker
- 1912: Mozaffar Baqai, iranischer Politiker
- 1913: Coral Browne, australisch-US-amerikanische Theater- und Filmschauspielerin
- 1913: Michael Foot, britischer Politiker
- 1914: Alice Arden, US-amerikanische Hochspringerin
- 1917: Gisela Voß, deutsche Leichtathletin
- 1918: Ann Ayars, US-amerikanische Schauspielerin und Opernsängerin (Sopran)
- 1918: Raissa Dawydowna Orlowa-Kopelewa, russische Schriftstellerin

Amália Rodrigues (* 1920)

- 1920: Amália Rodrigues, portugiesische Fado-Sängerin
- 1921: Renate von Brause, deutsche Architektin und Hochschullehrerin
- 1921: Jerome Rosen, US-amerikanischer Komponist
- 1922: Damiano Damiani, italienischer Regisseur
- 1923: Thea Beckman, niederländische Schriftstellerin
- 1924: Gazanfer Bilge, türkischer Ringer
- 1924: Wilfried Hasselmann, deutscher Landwirt und Politiker, MdL, Landesminister
- 1925: Gloria DeHaven, US-amerikanische Schauspielerin
- 1925: Irmgard Schaaf, Tanzpädagogin
- 1925: Ketumile Masire, Präsident von Botswana
- 1925: Oliver Smithies, britisch-US-amerikanischer Genetiker, Nobelpreisträger

#### 1926–1950
- 1926: Alexander Nikolajewitsch Afanassjew, russischer Herausgeber und Märchenforscher
- 1926: Margret Rettich, deutsche Illustratorin und Kinderbuchautorin
- 1927: Gérard Brach, französischer Drehbuchautor
- 1927: Jürgen Driehaus, deutscher Prähistoriker
- 1928: Inge Kazamel, deutsche Politikerin, MdL

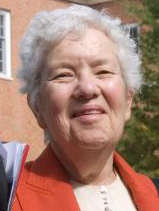
Vera Rubin (* 1928)

- 1928: Vera Rubin, US-amerikanische Astronomin
- 1929: Pierre Aubenque, französischer Philosophiehistoriker
- 1929: Gertraud Middelhauve, deutsche Verlegerin
- 1929: Thomas Reddy, irischer Boxer
- 1930: Johan Albert Ankum, niederländischer Rechtswissenschaftler und -historiker
- 1930: Pierre Vidal-Naquet, französischer Historiker
- 1931: Jan Troell, schwedischer Filmregisseur
- 1932: Leopoldo Billings, venezolanischer Komponist
- 1932: Wolfgang Scholz, deutscher Feuerwehrmann
- 1933: Raimund Abraham, österreichisch-US-amerikanischer Architekt und Professor für Architektur
- 1933: Richard Rogers, englischer Architekt
- 1934: Héctor De Bourgoing, argentinisch-französischer Fußballer
- 1934: Steve Lacy, US-amerikanischer Jazz-Musiker und Sopransaxophonist
- 1934: Veronika Petrovici, plastische Chirurgin
- 1934: Tom Tjaarda, US-amerikanischer Fahrzeugdesigner
- 1935: Edward Acquah, ghanaischer Fußballspieler
- 1935: John Cordts, kanadischer Automobilrennfahrer
- 1936: Don Drysdale, US-amerikanischer Baseballspieler
- 1937: Werner Lempert, deutscher Slalom-Kanute, Trainer und Sportfunktionär
- 1937: Lisa Vollmer, hessische Politikerin
- 1938: Ronny Cox, US-amerikanischer Schauspieler und Sänger

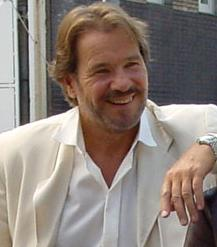
Götz George (* 1938)

- 1938: Götz George, deutscher Schauspieler
- 1940: Gunter Halm, deutscher Politiker, Minister für Leichtindustrie in der DDR
- 1940: Friedrich Graf von Westphalen, deutscher Jurist
- 1941: Heinz Anger, österreichischer Maler
- 1941: Hartwig Steenken, deutscher Springreiter
- 1942: Madeline Bell, US-amerikanische Sängerin
- 1942: Carmen Nolting, deutsche Textilgestalterin
- 1942: Ulrich Teichler, deutscher Hochschulforscher
- 1943: Irina Liebmann, deutsche Schriftstellerin
- 1943: Tony Joe White, US-amerikanischer Musiker, Sänger und Songschreiber
- 1944: Lisa Alther, US-amerikanische Schriftstellerin
- 1944: Walt Garrison, US-amerikanischer American-Football-Spieler
- 1945: Roland Ertl, österreichischer Militär, Chef des Generalstabes des Österreichischen Bundesheeres
- 1945: Edward Gregson, englischer Komponist
- 1945: Gregor Morfill, deutscher Physiker
- 1946: Andy Mackay, britischer Musiker
- 1946: Dan K. McNeill, US-amerikanischer General
- 1946: Kenper Miller, US-amerikanischer Automobilrennfahrer und Rennstallbesitzer

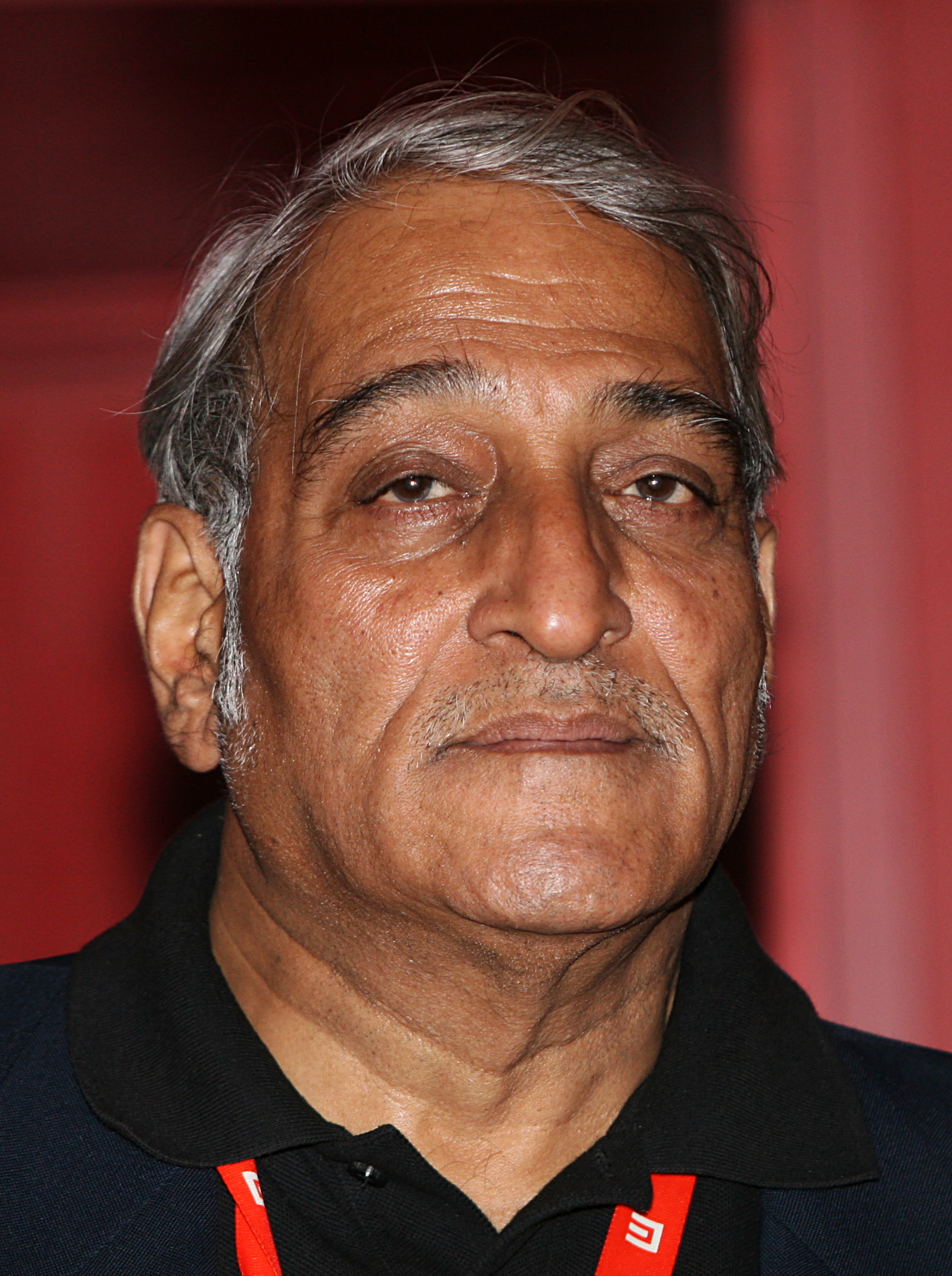
Mohan Agashe (* 1947)

- 1947: Mohan Agashe, indischer Schauspieler und Psychiater
- 1947: David Essex, britischer Sänger
- 1947ː Barbara Schock-Werner, deutsche Architektin, Kunsthistorikerin, Denkmalpflegerin, Hochschullehrerin und Kölner Dombaumeisterin
- 1947: L. Subramaniam, indischer Violinist, Komponist und Dirigent
- 1947: Pierre Yver, französischer Automobilrennfahrer
- 1948: Wolfgang Schäche, deutscher Architekturhistoriker
- 1948: Ludger Stratmann, deutscher Arzt und Kabarettist
- 1949: Carlos Bonell, englischer Gitarrist und Musikpädagoge
- 1949: Sławomir Czarnecki, polnischer Komponist und Musikpädagoge
- 1950: Igor Giorgadse, georgischer KGB-Offizier und Politiker, Minister

#### 1951–1975

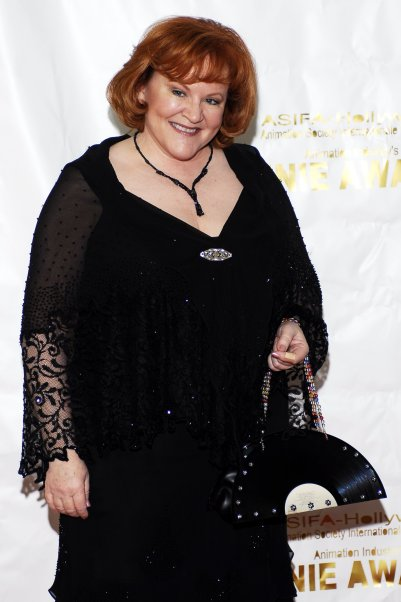
Edie McClurg (* 1951)

- 1951: Edie McClurg, US-amerikanische Schauspielerin
- 1952: Peter Bleser, deutscher Politiker, MdB
- 1953: Michael Kind, deutscher Schauspieler
- 1953: Najib Razak, malaysischer Politiker
- 1953: Axel Tyll, deutscher Fußballspieler
- 1954: Vlastimil Palička, tschechischer Fußballspieler und -trainer
- 1954: Annie Sprinkle, US-amerikanische Prostituierte und Pornodarstellerin
- 1955: Faustino Armendáriz Jiménez, mexikanischer Bischof
- 1956: Arno Del Curto, Schweizer Eishockeyspieler und -trainer
- 1957: Rufus Beck, deutscher Theater- und Filmschauspieler
- 1957: Theo van Gogh, niederländischer Filmemacher
- 1957: Ruth Humbel Näf, Schweizer Politikerin
- 1958: Klaus-Dieter Augst, deutscher Fußballspieler
- 1958: Zoltán Göncz, ungarischer Komponist und Musikwissenschaftler
- 1958: Frank Mill, deutscher Fußballspieler
- 1958: Waljanzina Skrabatun, belarussische Ruderin
- 1960: Peter Puck, deutscher Comiczeichner
- 1961: Kristján Arason, isländischer Handballspieler und -trainer
- 1961: Martin Gore, britischer Musiker
- 1961: Woody Harrelson, US-amerikanischer Schauspieler
- 1962: Perico Sambeat, spanischer Jazz-Saxophonist
- 1963: Richard Geppert, deutscher Dirigent und Kirchenmusiker, Kapellmeister, Organist und Keyboarder
- 1964: Uwe Barth, deutscher Politiker
- 1964: Gregory Best, US-amerikanischer Springreiter und Trainer
- 1964: Roman Otschanowitsch Chagba, russischer Fußballspieler
- 1964: Marian Koppe, deutscher Politiker
- 1964: Lucie Lomová, tschechische Comiczeichnerin und Illustratorin
- 1964: Manuel Mirbach, deutscher Fußballspieler
- 1964: Dimitrios Moschos, griechischer Kirchenhistoriker
- 1964: Dave Nachmanoff, US-amerikanischer Folk-Sänger und Gitarrist
- 1964: Nettie Nielsen, dänische Badmintonspielerin
- 1964: Manuel Rocheman, französischer Jazzmusiker
- 1964: Thomas Schellenbacher, österreichischer Unternehmer und Politiker
- 1964: Winfried Schwab, deutscher Geistlicher
- 1964: Marec Béla Steffens, deutscher Wirtschaftswissenschaftler, Manager, Autor und Librettist
- 1964: Karsten Stolz, deutscher Kugelstoßer
- 1964: Matilda Ziegler, britische Fernseh- und Theaterschauspielerin
- 1965: Slash, US-amerikanischer Gitarrist
- 1965: Jörg Stübner, deutscher Fußballspieler
- 1966: Cheb Bilal, algerischer Raïsänger
- 1966: Michael Esken, deutscher Kommunalpolitiker
- 1966: Simos Simonis, zyprischer Bogenschütze

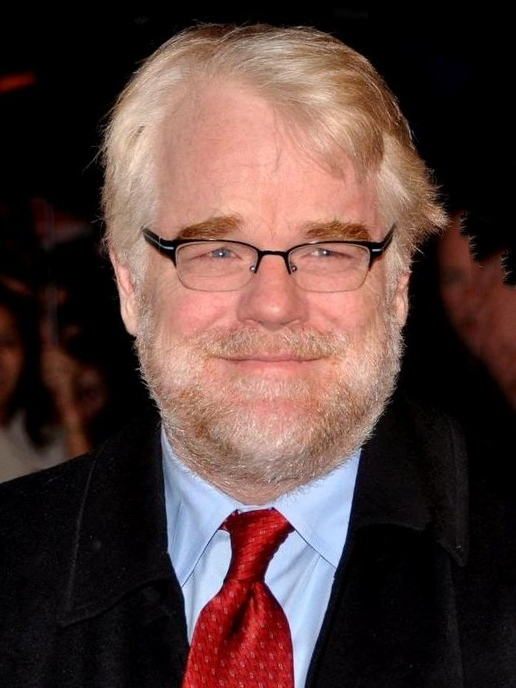
Philip Seymour Hoffman (* 1967)

- 1967: Philip Seymour Hoffman, US-amerikanischer Schauspieler
- 1967: Titiyo, schwedische Sängerin
- 1967: Yi Xie, chinesische Chemikerin
- 1968: Gary Payton, US-amerikanischer Basketballspieler
- 1968: Susanna Simon, deutsche Schauspielerin
- 1968: Axel Titzki, deutscher Musiker und Komponist
- 1969: Marco Bode, deutscher Fußballspieler
- 1969: Ulrich Drechsler, deutscher Jazzmusiker
- 1969: Tanja Gönner, deutsche Politikerin, MdB, MdL, Landesministerin
- 1969: Kai Meyer, deutscher Schriftsteller, Journalist und Drehbuchautor
- 1969: Ronny Tekal, österreichischer Arzt
- 1970: Charisma Carpenter, US-amerikanische Schauspielerin
- 1970: Thea Dorn, deutsche Schriftstellerin und Fernsehmoderatorin
- 1971: Alison Krauss, US-amerikanische Sängerin
- 1971: Érick Mathé, französischer Handballtrainer
- 1971: Nicola Ransom, deutsche Schauspielerin

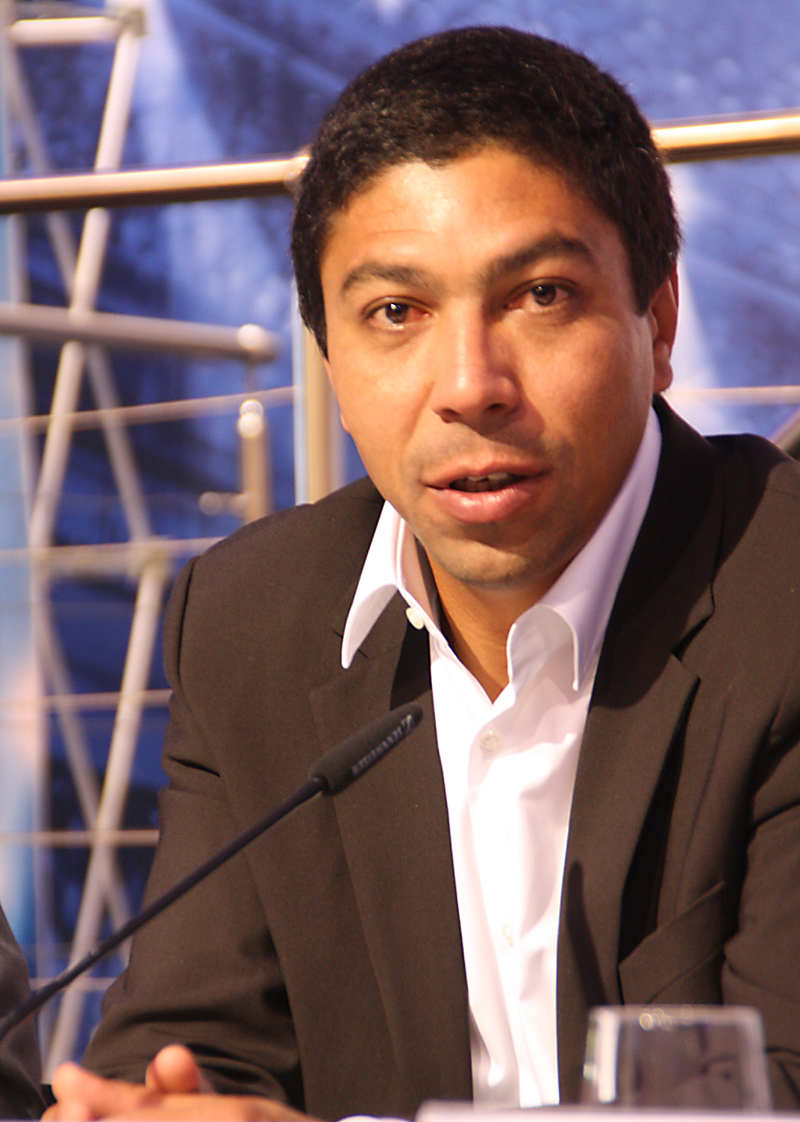
Giovane Élber (* 1972)

- 1972: Giovane Élber, brasilianischer Fußballspieler
- 1972: Tamara Gräfin von Nayhauß, deutsche Fernsehmoderatorin
- 1973: Daisy Donovan, britische Schauspielerin, Autorin, Produzentin
- 1973: Søren Nils Eichberg, deutsch-dänischer Komponist, Pianist und Dirigent
- 1973: Nomar Garciaparra, US-amerikanischer Baseballspieler
- 1973: Kathryn Hahn, US-amerikanische Schauspielerin
- 1973: Monica Lewinsky, US-amerikanische Psychologin
- 1973: Francis Meletzky, deutsche Filmregisseurin
- 1974: Martin Amerhauser, österreichischer Fußballspieler und -trainer
- 1974: Frode Hagen, norwegischer Handballspieler
- 1975: Alfred Rust, deutscher Jurist und Richter
- 1975: Alessio Tacchinardi, italienischer Fußballspieler

#### 1976–2000

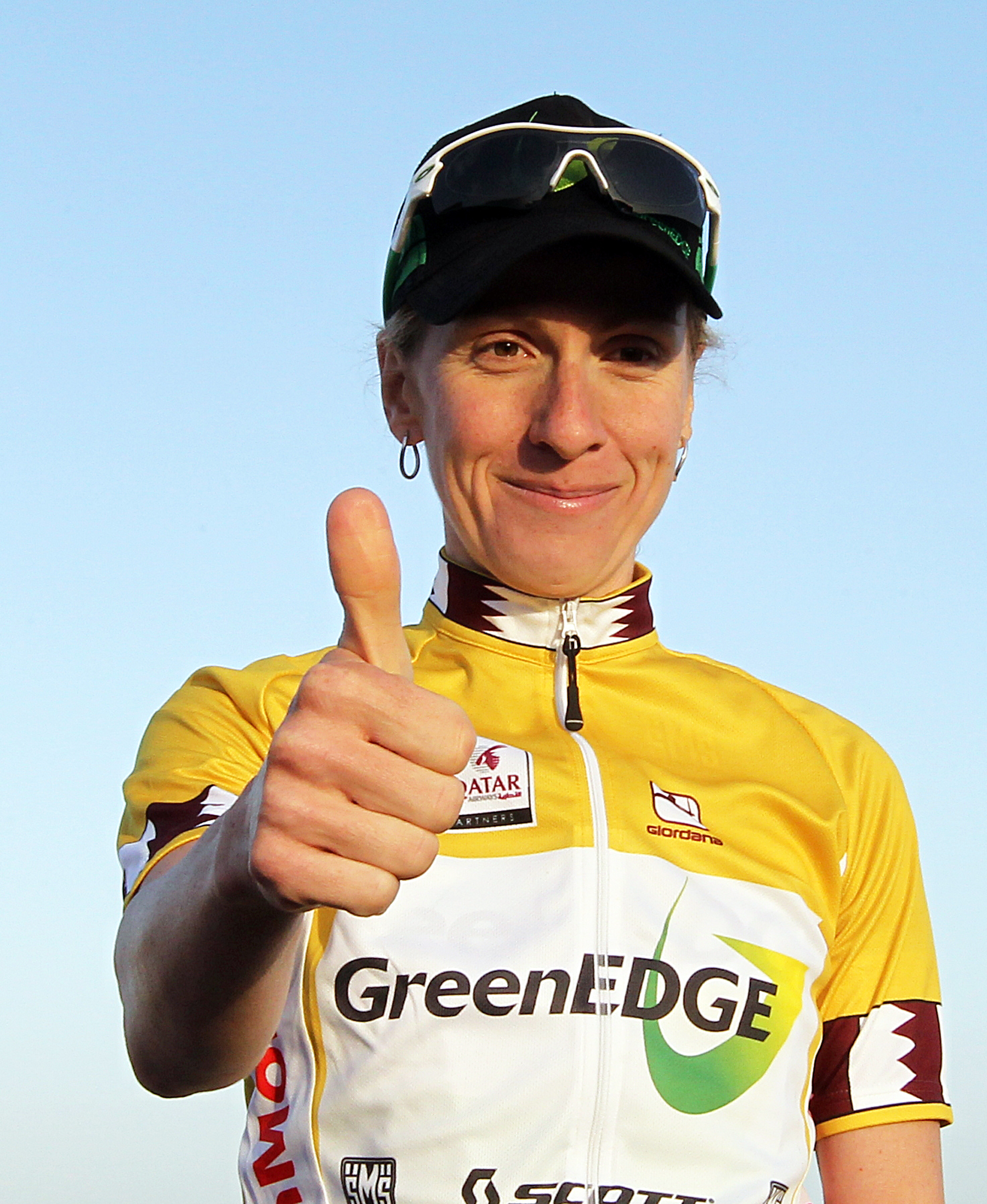
Judith Arndt (* 1976)

- 1976: Judith Arndt, deutsche Radsportlerin
- 1976: Jörg Jaksche, deutscher Radsportler
- 1976: Judit Polgár, ungarische Schachspielerin
- 1976: Christina Rühl, deutsche Managerin
- 1976: Ralph Stöckli, Schweizer Curler
- 1977: Gail Emms, britische Badmintonspielerin
- 1979: Ben Engel, deutscher Schauspieler
- 1979: Pedro Aguayo Ramírez, mexikanischer Wrestler
- 1979: Sotirios Kyrgiakos, griechischer Fußballspieler
- 1980: Mariana Kautz, deutsche Eiskunstläuferin
- 1980: Michelle Williams, US-amerikanische Sängerin

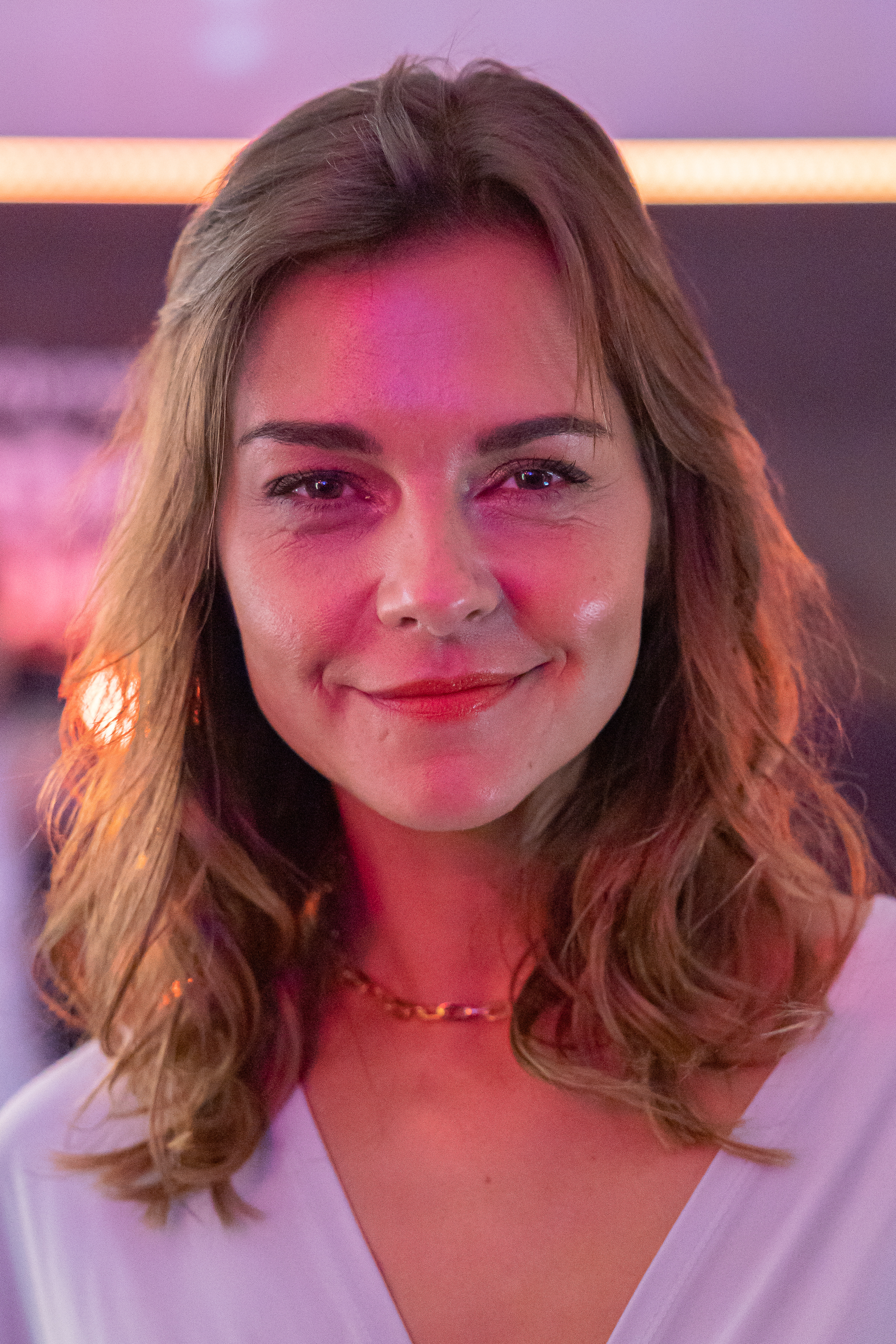
Susan Hoecke (* 1981)

- 1981: Susan Hoecke, deutsche Schauspielerin
- 1981: Dmitri Wassiljewitsch Karpow, kasachischer Leichtathlet
- 1981: Jarkko Nieminen, finnischer Tennisspieler
- 1982: Tom Mison, britischer Schauspieler
- 1982: Paul Wesley, US-amerikanischer Schauspieler
- 1983: Behrouz Boochani, iranisch-kurdischer Journalist, Dichter, Filmproduzent und Menschenrechtsaktivist, der über 6 Jahre in australischer Einwanderungshaft saß
- 1983: Bastian Kaltenböck, österreichischer Skispringer
- 1983: Aaron Peirsol, US-amerikanischer Schwimmer
- 1983: Josefine Öqvist, schwedische Fußballspielerin
- 1984: Arnór Atlason, isländischer Handballspieler
- 1984: Walter Gargano, uruguayischer Fußballspieler
- 1984: Brandon Roy, US-amerikanischer Basketballspieler
- 1985: William Dunlop, britischer Motorradrennfahrer

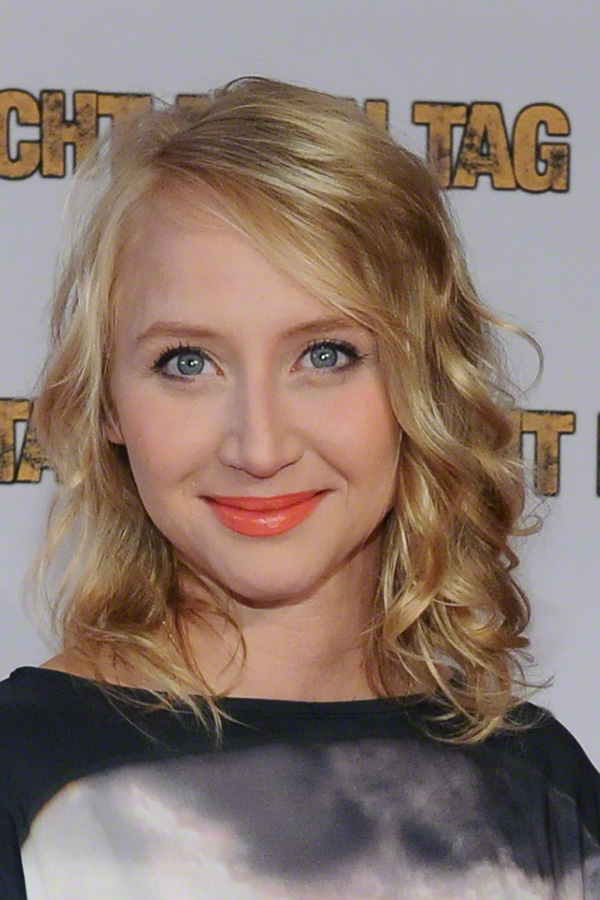
Anna Maria Mühe (* 1985)

- 1985: Anna Maria Mühe, deutsche Schauspielerin
- 1986: Millane Fernandez, deutsche Pop-Sängerin
- 1987: Maximilian Arndt, deutscher Bobsportler
- 1987: Philipp Boy, deutscher Kunstturner
- 1987: Tobias Hahn, deutscher Handballspieler
- 1987: Julian Nagelsmann, deutscher Fußballtrainer
- 1988: Paul Anderson, englischer Fußballspieler
- 1988: Daniel Mancinelli, italienischer Automobilrennfahrer
- 1989: Daniel Radcliffe, britischer Schauspieler
- 1989: Donald Young, US-amerikanischer Tennisspieler
- 1990: Prince Kuhlmann, deutscher Schauspieler

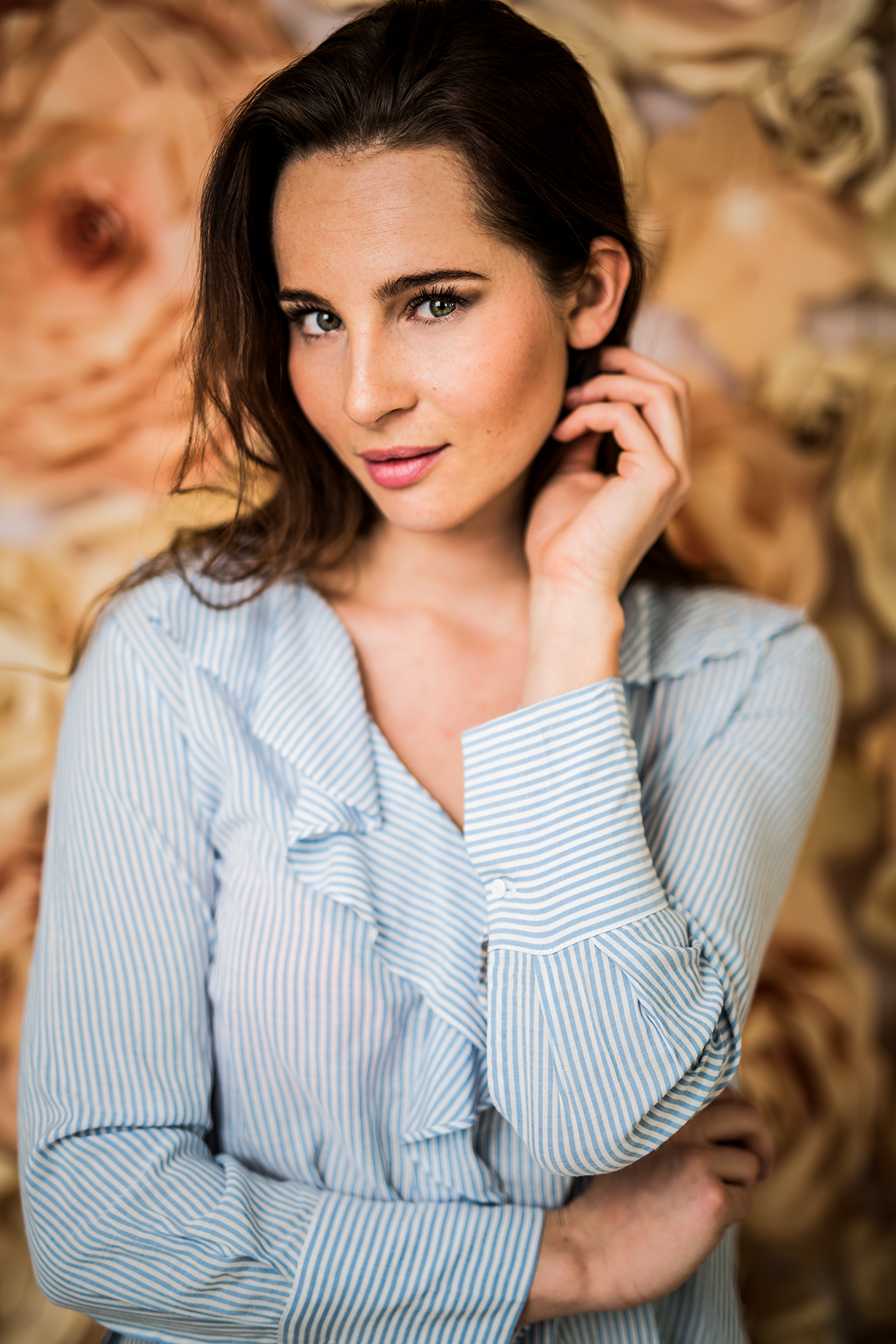
Nicole Mieth (* 1990)

- 1990: Nicole Mieth, deutsche Schauspielerin
- 1990: Cedric Sprick, deutscher Schauspieler
- 1992: Riccardo Brutschin, deutscher Automobilrennfahrer
- 1992: Frank Herzig, deutscher Rockmusiker
- 1993: Roy Robertson-Harris, US-amerikanischer American-Football-Spieler
- 1993: Lili Simmons, US-amerikanische Schauspielerin
- 1994: David Gleirscher, österreichischer Rennrodler
- 1994: Stephen Kingsley, schottischer Fußballspieler
- 1994: Khaled Narey, deutscher Fußballspieler
- 1996: Danielle Bradbery, US-amerikanische Countrysängerin
- 1996: Rachel G. Fox, US-amerikanische Schauspielerin, Sängerin, Musikerin und Synchronsprecherin
- 1996: Sinan Kurt, deutscher Fußballspieler
- 1997: Olamide Zaccheaus, US-amerikanischer American-Football-Spieler
- 1999: Lovro Kos, slowenischer Skispringer
- 1999: Vitinho, brasilianischer Fußballspieler
- 2000: Derya Akyol (ehem. Derya Flechtner), deutsche Schauspielerin und Synchronsprecherin

### 21. Jahrhundert
- 2001: Maximilian Großer, deutscher Fußballspieler
- 2002: Benjamin Flores, Jr., US-amerikanischer Schauspieler und Rapper
- 2006: Lee Eun-ji, südkoreanische Schwimmerin

## Gestorben

### Vor dem 16. Jahrhundert
- 0428: Pirrus, weströmischer Usurpator
- 0494: Sallustius, orthodoxer Patriarch von Jerusalem
- 0945: Richer, Bischof von Lüttich
- 1065: Gunther, Bischof von Bamberg
- 1168: Markward, Abt von Fulda
- 1213: Maria von Oignies, Brabanter Mystikerin und Begine
- 1274: Wonjong, 24. König des koreanischen Goryeo-Reiches
- 1298: Thoros III., König des Armenischen Königreichs von Kilikien
- 1321: Thomas de Berkeley, 1. Baron Berkeley, englischer Adeliger

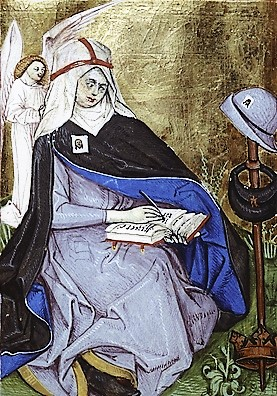
Birgitta von Schweden († 1373)

- 1373: Birgitta von Schweden, schwedische Hofmeisterin, Mystikerin, Gründerin des Erlöserordens, Patronin Europas
- 1377: Paul von Jägerndorf, Bischof von Gurk und Freising
- 1393: Konrad von Wallenrode, Hochmeister des Deutschen Ordens
- 1399: Hugo von Hervorst, Generalvikar in Köln
- 1403: Thomas Percy, 1. Earl of Worcester, englischer Adeliger, Militär und Diplomat
- 1427: Siegmund Albich, böhmischer Adliger, Leibarzt von Kaiser Sigismund, Erzbischof von Prag
- 1467: Paul Stange von Legendorf, Fürstbischof des Ermlandes
- 1488: Albrecht von Baden, nicht regierender badischer Markgraf
- 1497: Barbara Fugger, Augsburger Bürgerin und Geschäftsfrau

### 16./17. Jahrhundert
- 1531: Louis de Brézé, französischer Adliger
- 1536: Henry Fitzroy, 1. Duke of Richmond and Somerset, unehelicher Sohn von Heinrich VIII. von England
- 1548: Worawongsa, 16. König des siamesischen Königreiches Ayutthaya
- 1559: Franciscus Duarenus, französischer Rechtsgelehrter

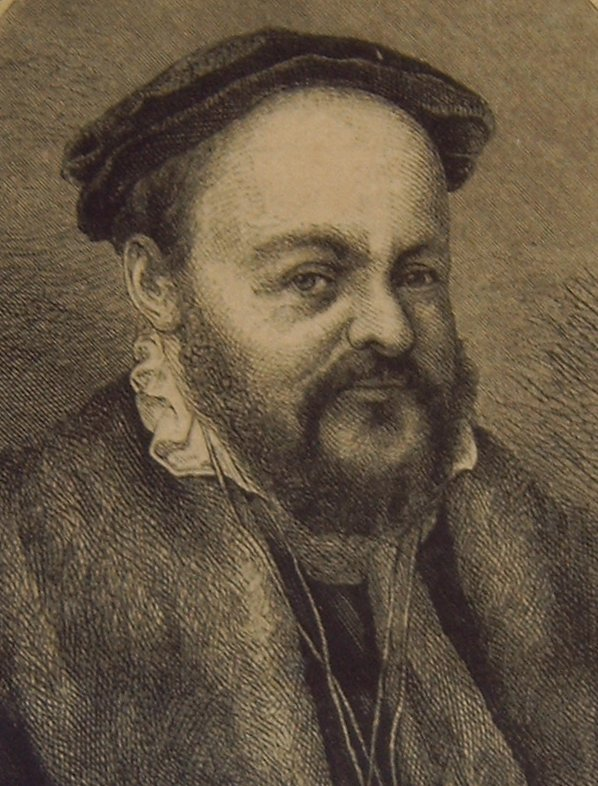
Götz von Berlichingen († 1562)

- 1562: Götz von Berlichingen, deutscher Reichsritter
- 1564: Éléonore de Roye, Fürstin von Condé
- 1581: Georg von Lalaing, Statthalter der Provinzen Friesland, Groningen, Drenthe und Overijssel
- 1590: Barbara Lierheimer, deutsche Hebamme
- 1595: Thoinot Arbeau, französischer Kanoniker
- 1596: Henry Carey, 1. Baron Hunsdon, englischer Adeliger
- 1635: Hans Ulrich von Schaffgotsch, kaiserlicher General im Dreißigjährigen Krieg
- 1645: Michael I., erster Zar und Großfürst von Russland aus der Dynastie der Romanows
- 1653: Hans Emmenegger, Generaloberst der Bauern in der Region Sumiswald und Huttwil
- 1666: Katharina Steb, Opfer der Hexenverfolgungen in Hohenzollern-Sigmaringen
- 1667: Justus Henricus Heidfeldt, deutscher Theologe und Philologe
- 1673: Balthasar Rösler, deutscher Bergmann
- 1691: Henry Sloughter, englischer Kolonialgouverneur der Provinz New York
- 1697: Carl August von Alvensleben, braunschweig-lüneburgischer Hofrat und Magdeburger Domherr
- 1700: Georg Bose, Leipziger Rats- und Handelsherr

### 18. Jahrhundert
- 1710: Michael Hoppenhaupt, dänischer Bildhauer
- 1710: Samuel Stryk, deutscher Jurist
- 1717: Enoch Svantenius, deutscher Pädagoge und Dichter

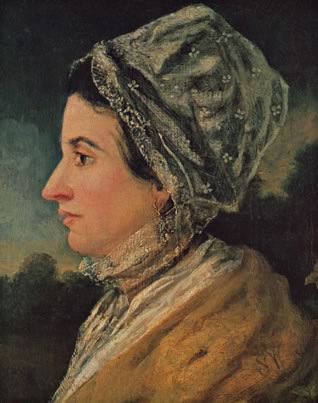
Susanna Wesley († 1742)

- 1742: Susanna Wesley, englische Pfarrersfrau, „Mutter des Methodismus“
- 1750: Ferdinand Leopold von Hohenzollern-Sigmaringen, kurkölnischer Premierminister
- 1752: Friedrich Gottlieb Struve, deutscher Jurist und Hochschullehrer
- 1757: Domenico Scarlatti, italienischer Komponist des Barock
- 1765: Köse Bahir Mustafa Pascha, Großwesir des Osmanischen Reiches
- 1767: Daniel Gralath der Ältere, deutscher Physiker und Bürgermeister der Danziger Rechtstadt
- 1781: John Joachim Zubly, schweizerisch-US-amerikanischer Priester und Politiker
- 1786: Franz Jakob Späth, deutscher Orgelbauer
- 1793: Roger Sherman, Delegierter von Connecticut im Kontinentalkongress
- 1794: Alexandre de Beauharnais, französischer Politiker
- 1794: Christoph Albrecht von Auer, preußischer Beamter
- 1795: Antoine Maurice der Jüngere, Schweizer evangelischer Geistlicher und Hochschullehrer

### 19. Jahrhundert
- 1802: Maria del Pilar Teresa Cayetana de Silva y Álvarez de Toledo, Herzogin von Alba
- 1809: Justin Bonaventure Morard de Galles, französischer Vizeadmiral und Politiker
- 1811: Abraham Abramson, deutscher Medailleur
- 1811: Ursula Sophia Theodora Regina von Ascheberg zu Venne, Äbtissin im Stift Nottuln

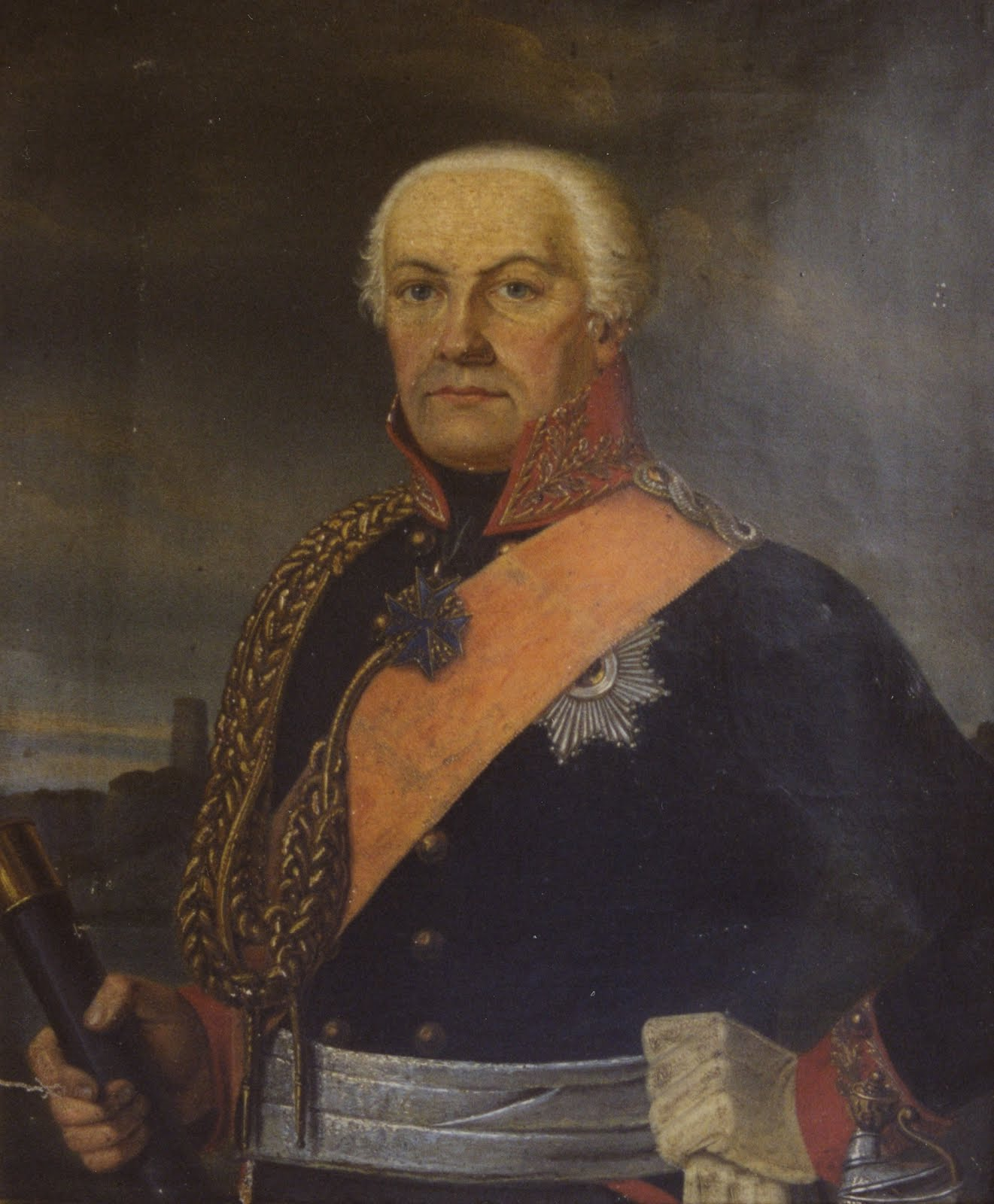
Wilhelm René de l’Homme de Courbière († 1811)

- 1811: Wilhelm René de l’Homme de Courbière, preußischer Generalfeldmarschall französischer Herkunft, Generalgouverneur von Westpreußen
- 1822: Hieronymus von Colloredo-Mansfeld, österreichischer General
- 1840: Carl Blechen, deutscher Landschaftsmaler
- 1843: Antonín Mánes, tschechischer Maler und Zeichner der Romantik
- 1844: Jonathan August Weichert, deutscher Altphilologe und Pädagoge
- 1845: William Sublette, US-amerikanischer Pelzhändler, Trapper und Mountain Man
- 1853: Andries Pretorius, burischer Politiker und Voortrekker
- 1860: Moritz Bräuninger, deutscher Missionar, eventuell Märtyrer
- 1867: Carlos Salazar Castro, salvadorianischer Politiker, Minister, Staatschef der Provinzen El Salvador und Guatemala in der Zentralamerikanischen Konföderation
- 1871: Joseph Roesberg, deutscher Mundartdichter und Komponist
- 1872: William Bridges Adams, britischer Publizist, Eisenbahnkonstrukteur und Unternehmer
- 1875: Isaac Merritt Singer, US-amerikanischer Unternehmer und Erfinder
- 1877: Florus Conrad Auffarth, preußischer Verwaltungsbeamter
- 1880: Constantin Hering, deutsch-US-amerikanischer Arzt, gilt als Begründer der Homöopathie in Amerika
- 1885: Ulysses S. Grant, US-amerikanischer General und Politiker, Oberbefehlshaber des US-Heeres im Sezessionskrieg, Staatspräsident

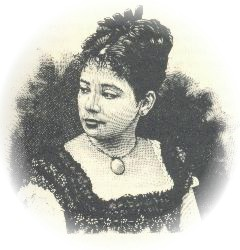
Maria Benedita Bormann († 1895)

- 1895: Maria Benedita Bormann, brasilianische Schriftstellerin und Journalistin
- 1899: Valentin von Massow, deutscher Kolonialoffizier
- 1900: Amalie Gräfin zu Solms, deutsche Mäzenatin

### 20. Jahrhundert

#### 1901–1950
- 1902: Elsa Neumann, deutsche Physikerin
- 1902: Henriette Preuss, deutsche Lehrerin und Schriftstellerin
- 1905: Hélène de Gingins, Schweizer Salonière, Abolitionistin und Frauenrechtlerin
- 1907: Antonin Marmontel, französischer Komponist, Pianist und Musikpädagoge
- 1909: Zygmunt Noskowski, polnischer Komponist, Dirigent und Musikpädagoge
- 1910: Henry H. Aplin, US-amerikanischer Politiker
- 1911: Maurice Fournier, französischer Motorrad- und Automobilrennfahrer
- 1914: Hermann Suter, Schweizer Zollbeamter

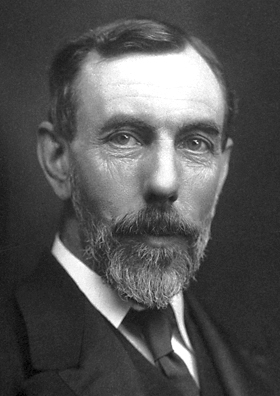
William Ramsay († 1916)

- 1916: William Ramsay, britischer Chemiker und Nobelpreisträger aus Schottland, Entdecker der Edelgase
- 1919: Eduard Adt, deutscher Fabrikant und Politiker, Bürgermeister, MdR
- 1922: Jean Sigg, Schweizer Lehrer, Gewerkschafter und Politiker
- 1924: Frank Frost Abbott, US-amerikanischer Klassischer Philologe
- 1925: Annie Diederichsen, deutsche Schriftstellerin und Redakteurin
- 1925: Alberto Valenzuela Llanos, chilenischer Maler
- 1926: Wiktor Michailowitsch Wasnezow, russischer Maler
- 1927: Arthur Hoffmann, Schweizer Politiker
- 1928: Kasai Zenzō, japanischer Schriftsteller und Journalist
- 1929: Paul Flechsig, deutscher Psychiater und Hirnforscher, gilt als einer der „Väter der Neuroanatomie“
- 1932: Alberto Santos Dumont, brasilianischer Luftschiffer, Luftfahrtpionier und Erfinder
- 1933: Luigi Abbiate, monegassischer Komponist und Cellist
- 1934: Jean Gaupillat, französischer Unternehmer und Automobilrennfahrer
- 1935: Otto Glöckel, österreichischer Politiker und Schulreformer
- 1939: Carl Thiel, deutscher Musikpädagoge
- 1942: Valdemar Poulsen, dänischer Physiker und Ingenieur
- 1943: Anna Polak, niederländische Turnerin, Opfer der Schoa
- 1944: Hans von Sponeck, deutscher Offizier, Generalleutnant der Wehrmacht im Zweiten Weltkrieg
- 1948: David Wark Griffith, US-amerikanischer Schauspieler, Regisseur und Filmproduzent
- 1949ː Emma Trosse, deutsche Sexualwissenschaftlerin und Dichterin

#### 1951–2000
- 1951: Robert J. Flaherty, US-amerikanischer Dokumentarfilmer

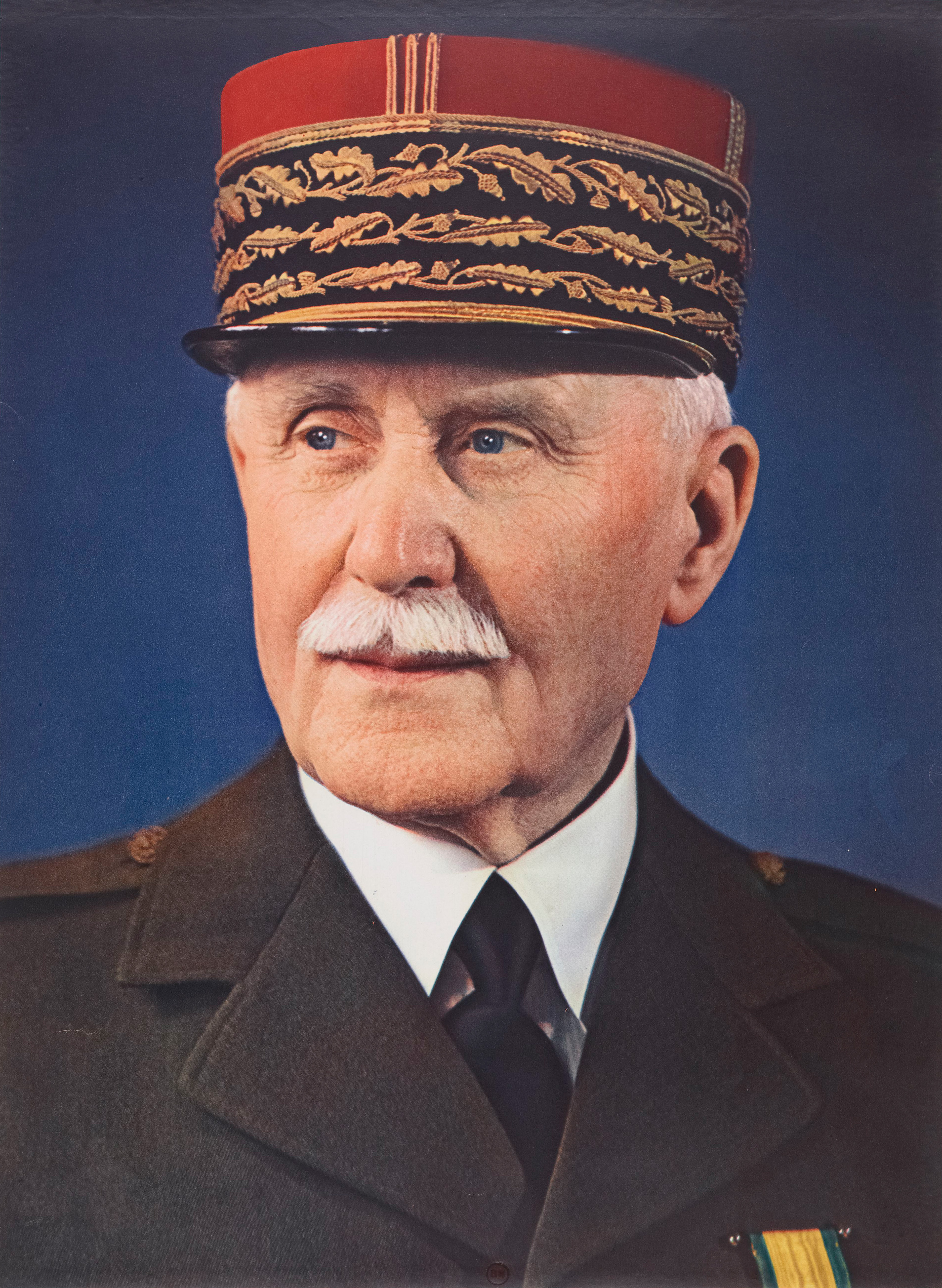
Philippe Pétain († 1951)

- 1951: Philippe Pétain, französischer Oberbefehlshaber, Politiker und Diplomat, Staatschef des Vichy-Regimes
- 1952: Heinrich Mitteis, deutscher Rechtshistoriker
- 1952: Carl Severing, deutscher Politiker, MdR, MdL, Landesminister, Reichsinnenminister
- 1954: Georg Lippold, deutscher Archäologe
- 1954: Josef Sellmair, deutscher Theologe und Pädagoge
- 1955: Cordell Hull, US-amerikanischer Jurist und Politiker, Außenminister, Nobelpreisträger
- 1955: Ahmad Qavām, iranischer Politiker
- 1957: Giuseppe Tomasi di Lampedusa, italienischer Schriftsteller
- 1959: Franz Miltner, österreichischer Althistoriker und Archäologe
- 1960: Elie Spivak, kanadischer Geiger und Musikpädagoge
- 1964: Jan de Vries, niederländischer Germanist und Religionswissenschaftler
- 1966: Georg Adlmüller, deutscher Architekt und Baubeamter
- 1966: Montgomery Clift, US-amerikanischer Film- und Theaterschauspieler
- 1968: Luigi Cevenini, italienischer Fußballspieler und -trainer

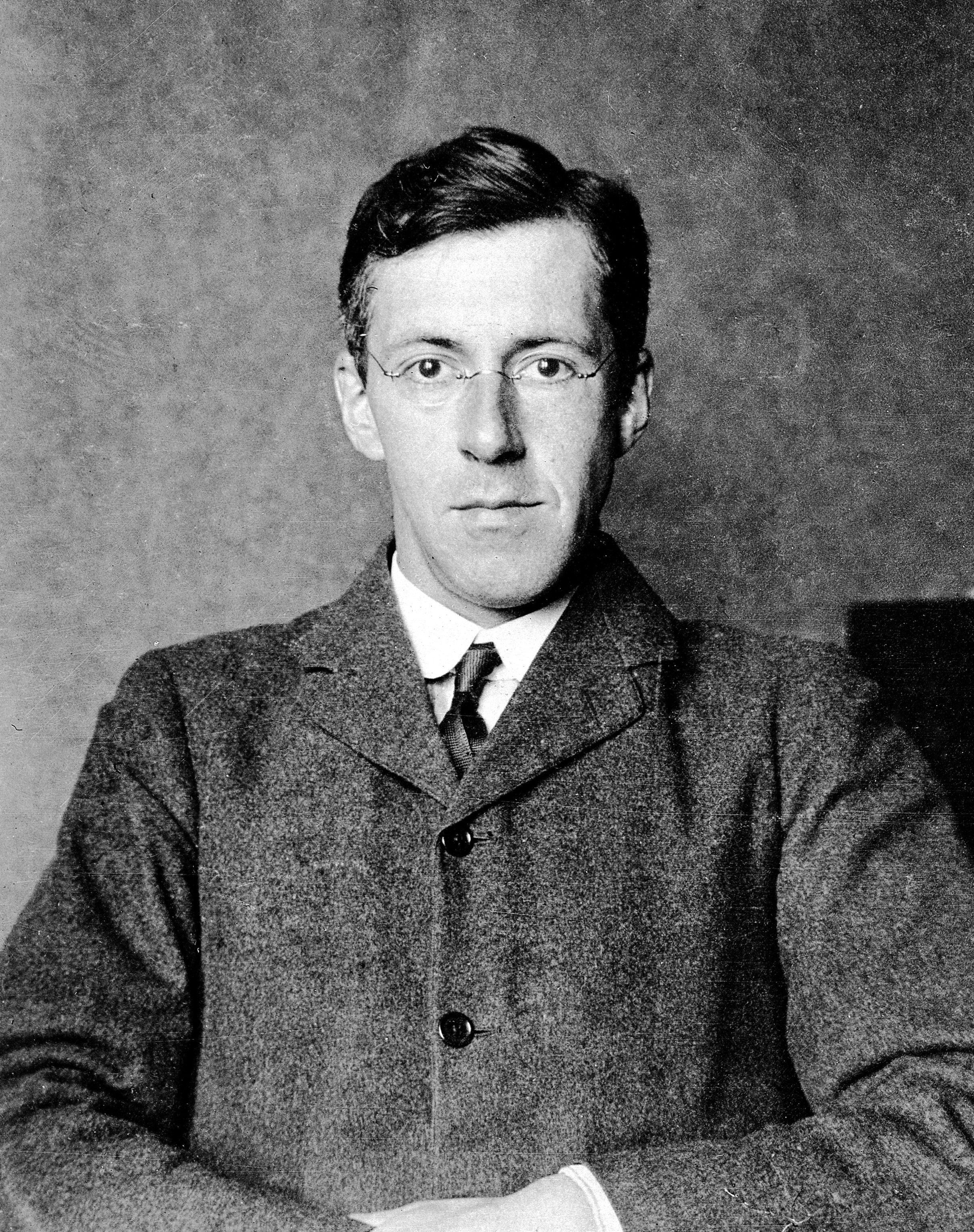
Henry Hallett Dale († 1968)

- 1968: Henry Hallett Dale, US-amerikanischer Biochemiker, Nobelpreisträger
- 1969: Egon Kemény, ungarischer Komponist
- 1969: Jörg Lehne, deutscher Bergsteiger
- 1971: Van Heflin, US-amerikanischer Schauspieler
- 1971: Ross Thatcher, kanadischer Politiker
- 1972: Hilde Wulff, deutsche Sonderpädagogin
- 1973: Edward Vernon Rickenbacker, US-amerikanischer Automobilrennfahrer, Unternehmer und Jagdflieger
- 1974: Norm Armstrong, kanadischer Eishockeyspieler
- 1974: Matthias Gelzer, Schweizer Althistoriker
- 1977: Arsenio Erico, paraguayischer Fußballspieler
- 1978: Erich Fascher, deutscher evangelischer Theologe
- 1979: Mathieu Ahlersmeyer, deutscher Opernsänger und Schauspieler
- 1979: Joseph Kessel, französischer Journalist und Schriftsteller

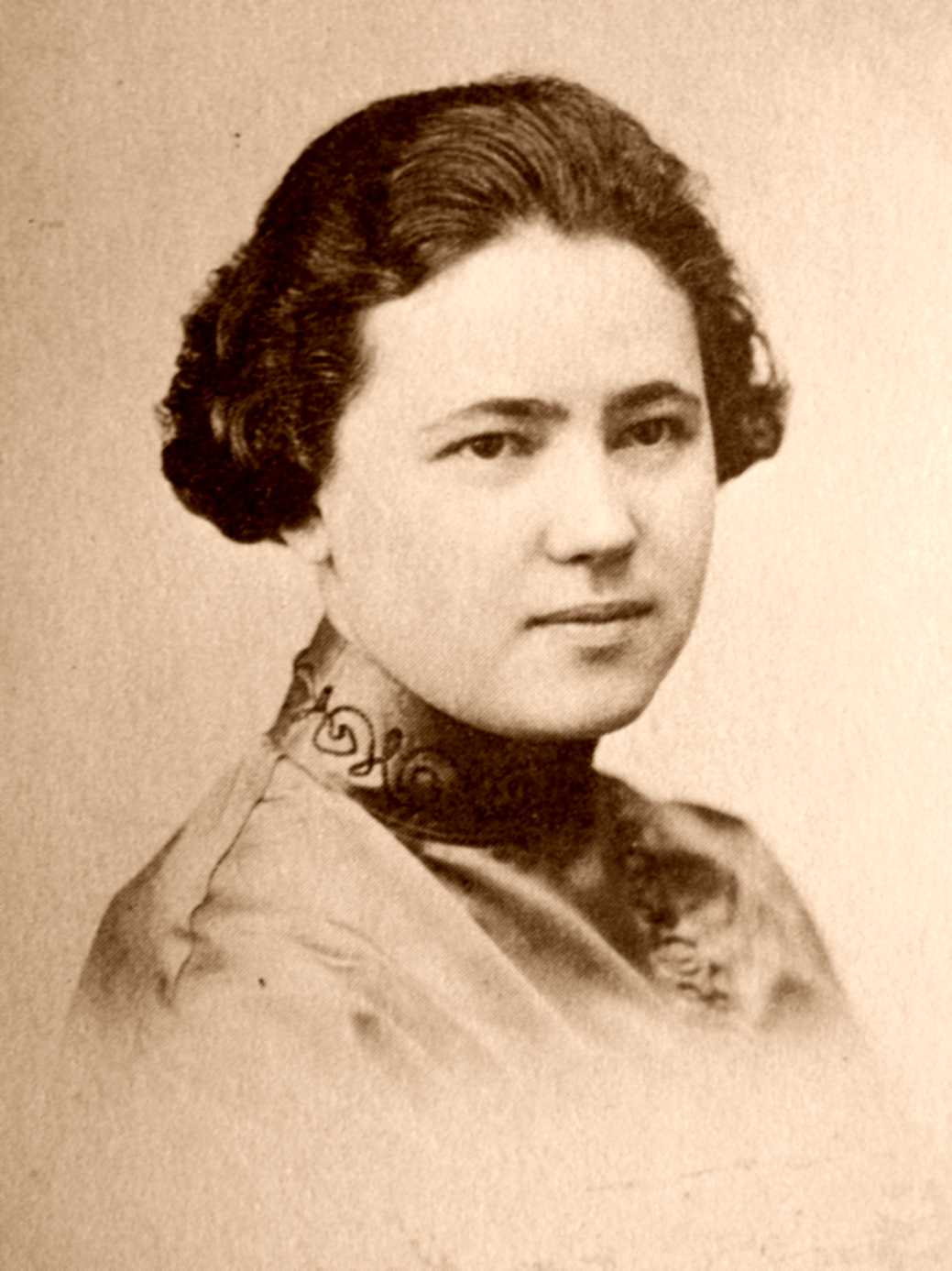
Mollie Steimer († 1980)

- 1980: Mollie Steimer, russische Autorin, politische Aktivistin und Anarchistin
- 1980: William H. Wright, US-amerikanischer Drehbuchautor, Film- und Fernsehproduzent
- 1981: Ivan Eklind, schwedischer Fußballschiedsrichter
- 1981: Franz Solan Schäppi, Schweizer Kapuziner und Missionswissenschaftler
- 1982: Lucia Apicella, italienische Philanthropin

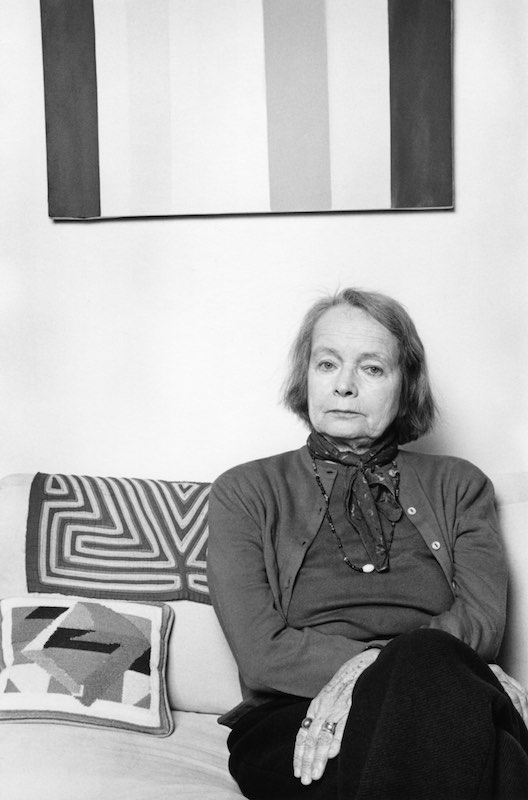
Betty Parsons († 1982)

- 1982: Betty Parsons, US-amerikanische Künstlerin und Galeristin, „Mutter des Abstrakten Expressionismus“
- 1983: Georges Auric, französischer Komponist
- 1986: Adolfo Baloncieri, italienischer Fußballspieler und -trainer
- 1986: Robert-Henri Blaser, Schweizer Hochschullehrer, Germanist und Medizinhistoriker
- 1986: Kazimierz Sikorski, polnischer Komponist
- 1986: Gerhard Wendland, deutscher Maler
- 1986: Edith Zimmermann-Bütikofer, Schweizer Politikerin und Frauenrechtlerin

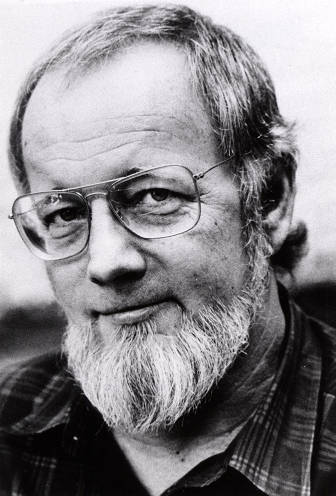
Donald Barthelme († 1989)

- 1989: Donald Barthelme, US-amerikanischer Schriftsteller der Postmoderne
- 1989: Hans-Arno Simon, deutscher Komponist, Sänger, Pianist und Produzent
- 1990: Heinz Adler, deutscher Politiker, MdL
- 1990: Otto Ambros, deutscher Chemiker, Wehrwirtschaftsführer, Kriegsverbrecher
- 1992: Maxine Audley, britische Schauspielerin
- 1992: Rosemary Sutcliff, britische Schriftstellerin
- 1993: Dagmar Liechti-von Brasch, Schweizer Ärztin und Ernährungsreformerin
- 1993: Big Smokey Smothers, US-amerikanischer Blues-Gitarrist und -Sänger
- 1993: Leslie Thorne, US-amerikanischer Automobilrennfahrer
- 1994: Grete Schickedanz, deutsche Unternehmerin, Leiterin des Versandhauses Quelle
- 1994: Hans J. Salter, österreichisch-US-amerikanischer Dirigent und Komponist
- 1995: Berta Scharrer, deutsch-US-amerikanische Neurowissenschaftlerin
- 1996: Milagros Beras Dalmasí, dominikanischer Pianist und Musikpädagoge
- 1996: Heinz Chmill, deutscher Politiker, MdL
- 1997: Nambu Chūhei, japanischer Leichtathlet
- 1998: Jan Beenakker, niederländischer Physiker
- 1998: Wilbur Schwandt, US-amerikanischer Komponist
- 1999: Horst-Gregorio Canellas, deutsch-spanischer Unternehmer und Fußballfunktionär
- 1999: Hassan II., König von Marokko
- 1999: Noël Lancien, französischer Komponist, Dirigent und Musikpädagoge
- 2000: Johannes Dyba, deutscher römisch-katholischer Theologe und Diplomat, Bischof von Fulda
- 2000: Heinrich von Soden-Fraunhofen, deutscher Geistlicher

### 21. Jahrhundert
- 2001: Eudora Welty, US-amerikanische Schriftstellerin

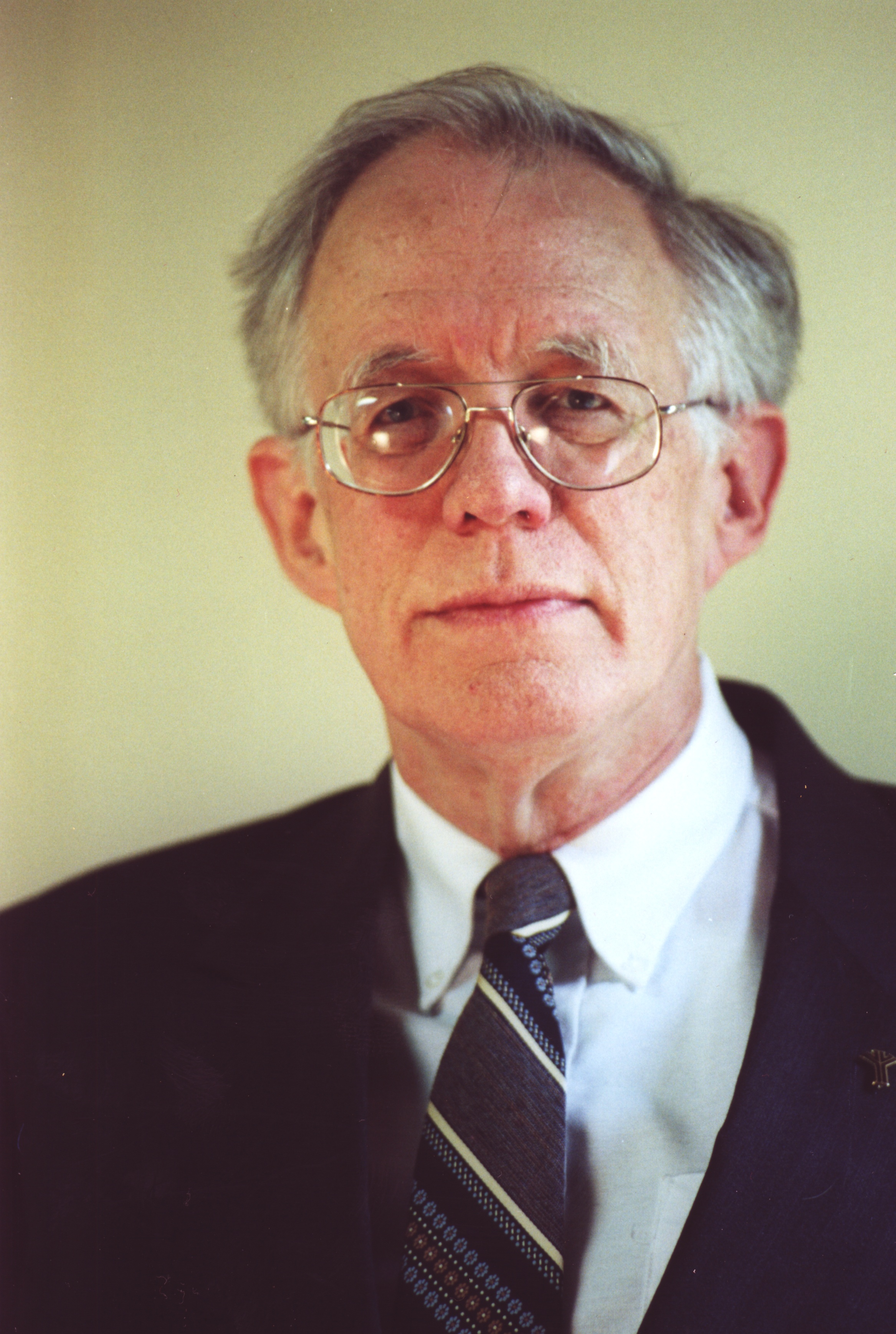
William Luther Pierce († 2002)

- 2002: William Luther Pierce, US-amerikanischer Physiker, Gründer und Leiter rechtsextremer Organisationen
- 2002: Chaim Potok, US-amerikanischer Schriftsteller
- 2004: Carlos Paredes, portugiesischer Komponist und Gitarrist
- 2004: Serge Reggiani, französischer Schauspieler und Chansonnier
- 2005: Ray Crist, US-amerikanischer Chemiker
- 2006: Dietrich Mendt, deutscher lutherischer Theologe
- 2006: Rudolf Teschner, deutscher Schachspieler und -autor, Internationaler Meister, Ehren-Großmeister
- 2007: Ernst Otto Fischer, deutscher Chemiker, Nobelpreisträger
- 2007: Mohammed Zahir Schah, letzter Schah von Afghanistan
- 2007: George Tabori, britischer Dramatiker, Regisseur, Drehbuchautor und Schauspieler ungarischer Herkunft
- 2008: Friedhelm Busse, deutscher Neonazi
- 2008: Friedel Elting, deutscher Fußballspieler und -trainer
- 2008: Kurt Furgler, Schweizer Politiker
- 2009: Gudrun Okras, deutsche Schauspielerin
- 2010: Willem Breuker, niederländischer Jazz-Klarinettist, -Saxofonist, -Komponist und -Bandleader
- 2011: Nguyễn Cao Kỳ, südvietnamesischer Luftwaffengeneral und Politiker, Kommandeur der Luftstreitkräfte, Premierminister

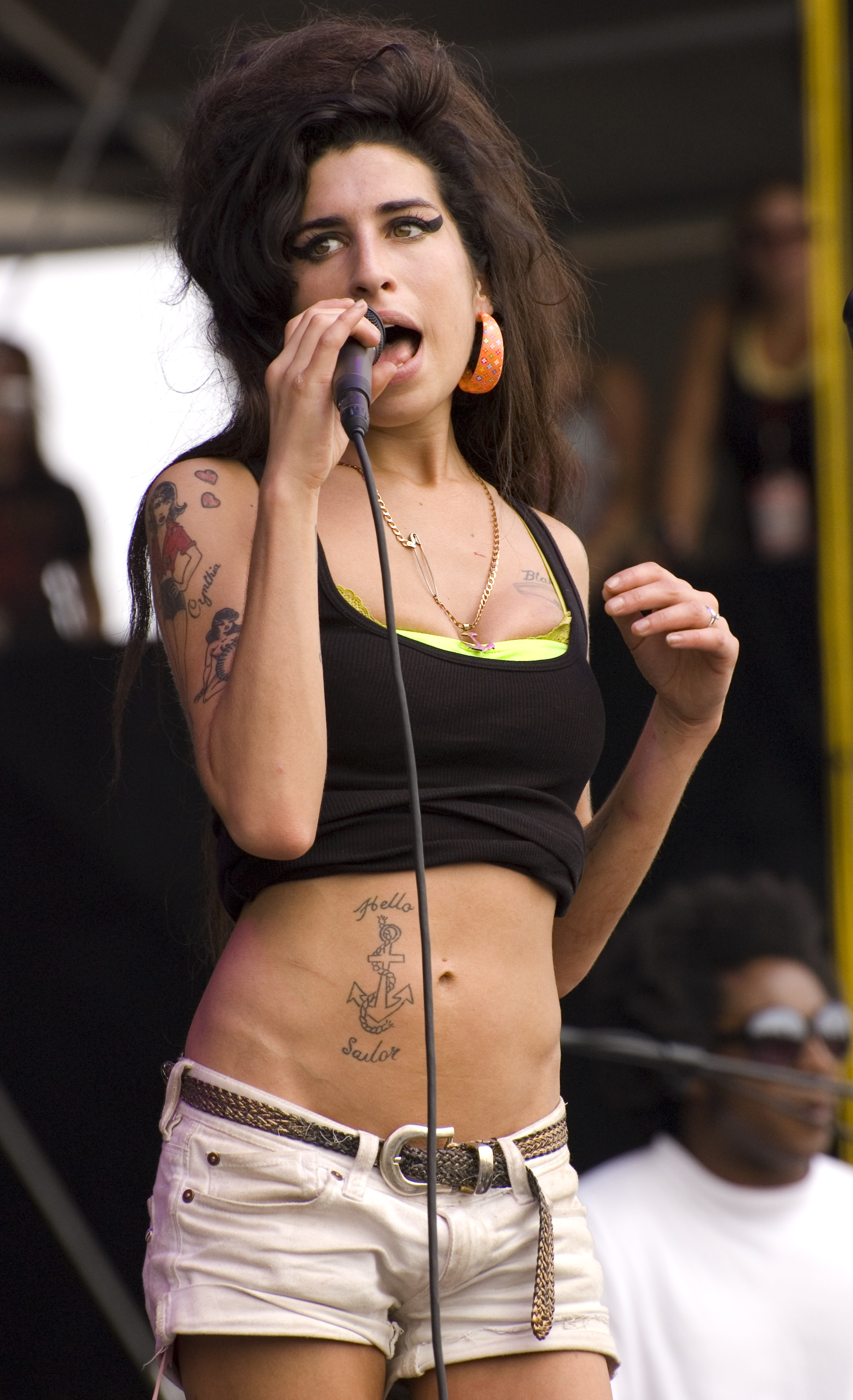
Amy Winehouse († 2011)

- 2011: Amy Winehouse, britische Sängerin und Songschreiberin
- 2012: Franco Andolfo, italienisch-österreichischer Entertainer, Schlagersänger und Komponist
- 2012: Maria Emanuel Markgraf von Meißen, Chef des Hauses Wettin (Albertinische Linie)

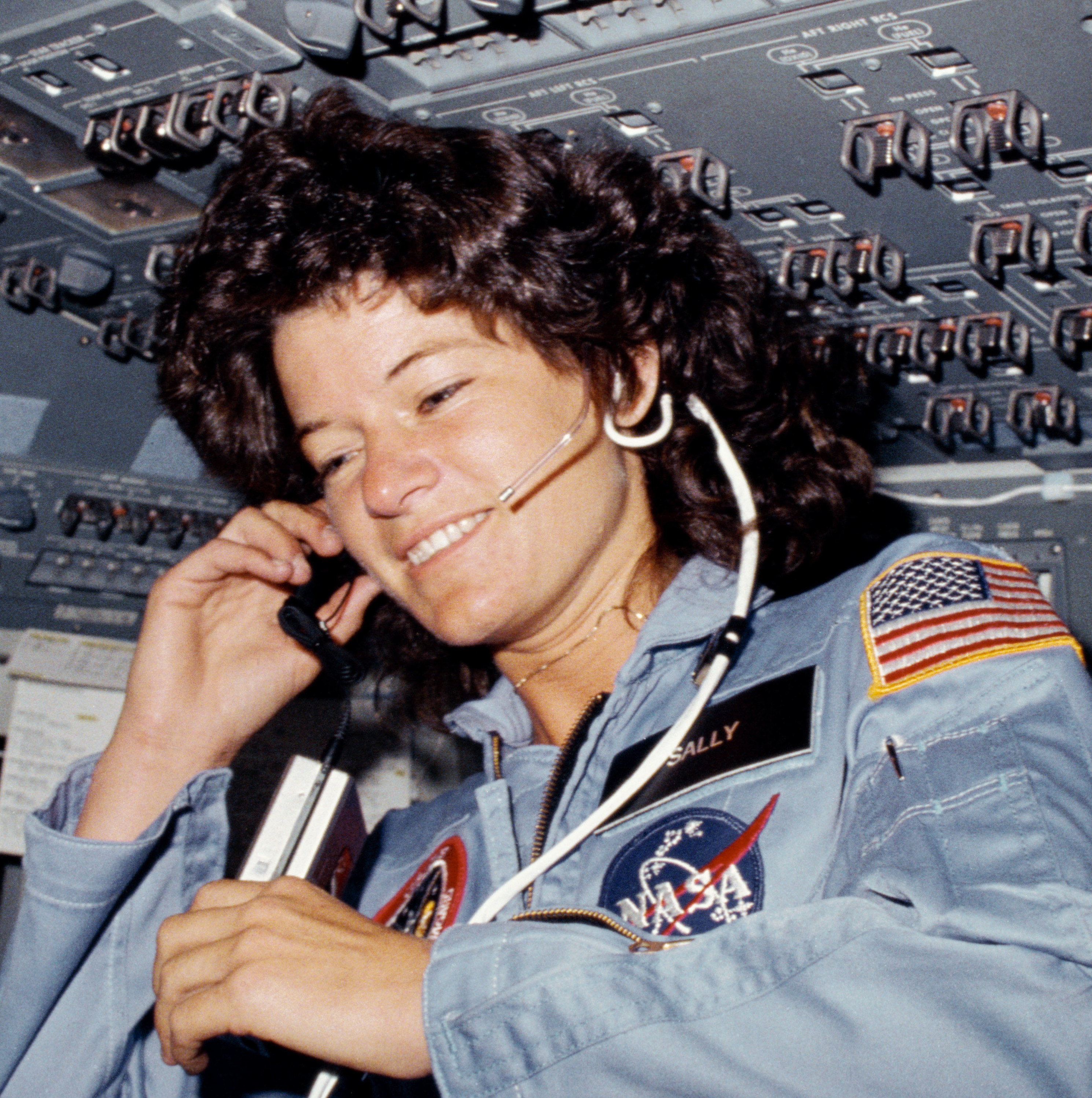
Sally Ride (* 2012)

- 2012: Sally Ride, US-amerikanische Astronautin
- 2013: Rona Anderson, britische Schauspielerin
- 2013: Emile Griffith, US-amerikanischer Boxer, Weltmeister
- 2013: Djalma Santos, brasilianischer Fußballspieler, Weltmeister
- 2014: Arie Kindler, israelischer Numismatiker
- 2014: Ursula Wölfel, deutsche Kinder- und Jugendbuchautorin
- 2015: William Wakefield Baum, US-amerikanischer Geistlicher, Erzbischof von Washington, Kardinal
- 2015: Ulrich Zieger, deutscher Schriftsteller
- 2016: Siegfried Böhm, deutscher Kamera-Konstrukteur
- 2016: Thorbjörn Fälldin, schwedischer Politiker, Ministerpräsident
- 2016: Edeltrud Posiles, österreichische Gerechte unter den Völkern
- 2017: Amir Fryszer Guttman, israelischer Sänger und LGBT-Aktivist
- 2017: Hans Hurch, österreichischer Filmjournalist und Festivaldirektor
- 2018: Maryon Pittman Allen, US-amerikanische Journalistin und Politikerin

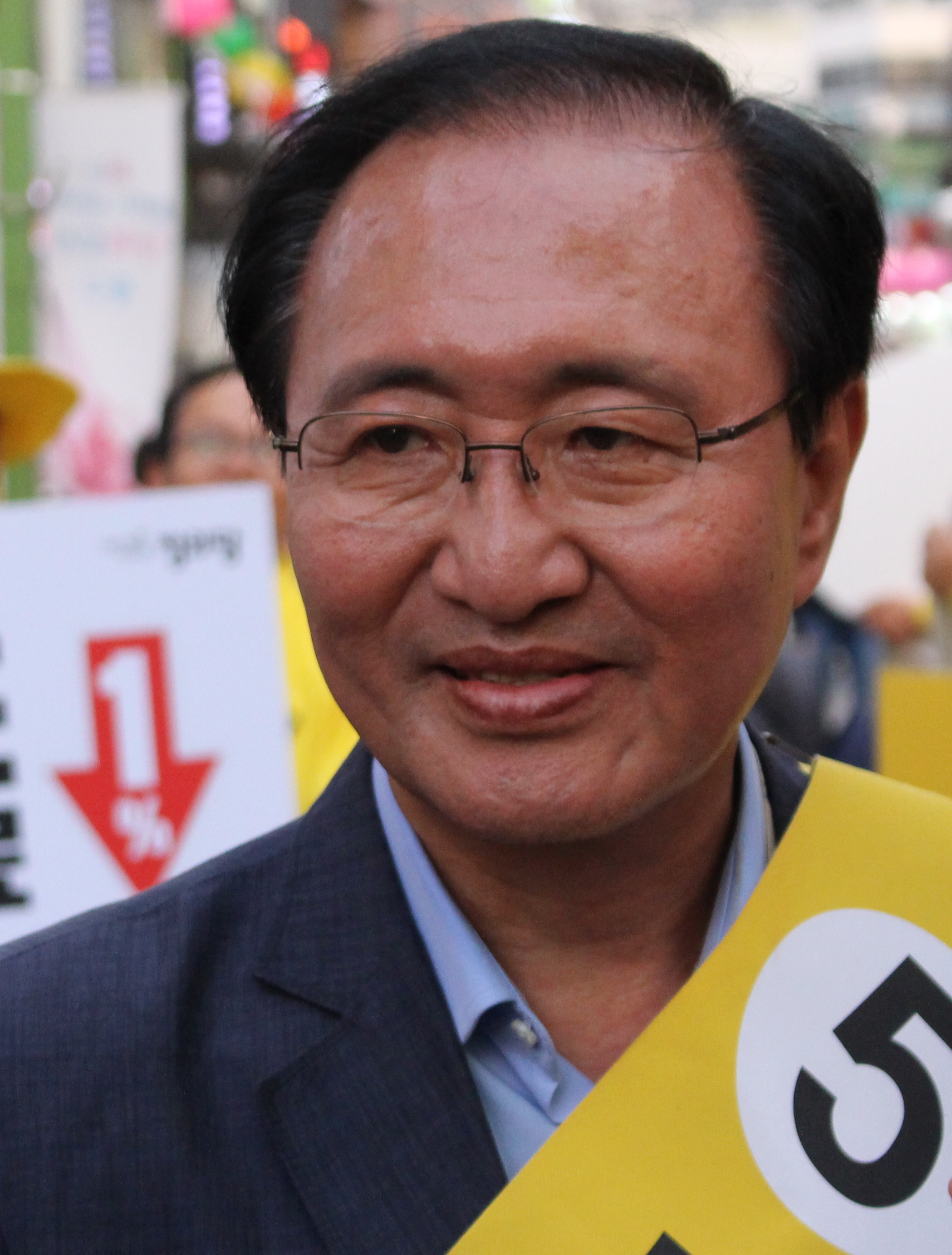
Roh Hoe-chan († 2018)

- 2018: Roh Hoe-chan, südkoreanischer Politiker
- 2018: Walter Oswalt, deutscher Sozialphilosoph und Publizist
- 2019: Michael Roth, deutscher Ingenieur
- 2019: Ferdinand von Bismarck, deutscher Rechtsanwalt
- 2020: Otto Rettenmaier, deutscher Unternehmer
- 2020: Jacqueline Scott, US-amerikanische Schauspielerin
- 2021: Alfred Biolek, deutscher Talkmaster, Entertainer und Autor
- 2021: Martin Brecht, deutscher Theologe und Kirchenhistoriker
- 2021: F. C. Gundlach, deutscher Fotograf, Galerist, Sammler, Kurator und Stifter
- 2021: Toshihide Masukawa, japanischer Physiker, Nobelpreisträger
- 2021: Claude Rouer, französischer Radrennfahrer, Olympiamedaillengewinner
- 2021: Steven Weinberg, US-amerikanischer Physiker
- 2022: Donald Gehrmann, US-amerikanischer Leichtathlet
- 2022: Jerry Holan, US-amerikanischer Schwimmer
- 2022: Zayar Thaw, myanmarischer Hip-Hop-Künstler und Politiker
- 2023: Patty Ryan, deutsche Sängerin
- 2024: Hans-Gerhard Hammer, deutscher evangelischer Pfarrer, Kinderchorleiter, Komponist
- 2025: Hinrich Baller, deutscher Architekt

## Feier- und Gedenktage
- Kirchliche Gedenktage
  - Hl. Birgitta von Schweden, schwedische Ordensgründerin und Mystikerin (evangelisch, anglikanisch, katholisch)
- Namenstage
  - Berit, Birgit, Brigitte
- Staatliche Feier- und Gedenktage
  - Ägypten, Sturz der Monarchie (1952)

Weitere Einträge enthält die Liste von Gedenk- und Aktionstagen.